# Bazylika św. Piotra na Watykanie
Bazylika Świętego Piotra na Watykanie (wł. Basilica Papale di San Pietro in Vaticano; łac. Basilica Sancti Petri) – rzymskokatolicka bazylika na Wzgórzu Watykańskim, zbudowana w latach 1506–1626, na miejscu starszej bazyliki wczesnochrześcijańskiej, fundacji cesarza Konstantyna Wielkiego, jedna z czterech bazylik większych Rzymu oraz jedna z wielu bazylik papieskich (dawniej patriarchalnych), sanktuarium, jeden z najważniejszych ośrodków pielgrzymkowych.
Wedle tradycji bazylika stoi na miejscu pochówku św. Piotra, uznawanego przez katolików za pierwszego papieża – jego grób leży pod głównym ołtarzem. Świątynia jest nekropolią papieży, w tym świętych m.in. Leona Wielkiego, Leona III, Grzegorza Wielkiego, Piusa X, Jana XXIII i Jana Pawła II. Miejsce obrad dwóch ostatnich soborów Kościoła katolickiego – Watykańskiego I i Watykańskiego II.
Czołowe dzieło architektury renesansu i baroku, z bardzo bogatym wystrojem wnętrza, gdzie znalazły się również zabytki pochodzące z dawnej konstantyńskiej bazyliki zbudowanej w tym miejscu (m.in. brązowa figura św. Piotra Arnolfa di Cambio). W okresie nowożytnym swoje dzieła sztuki wykonali tu Michał Anioł (Pietà watykańska), Gianlorenzo Bernini (m.in. ołtarz świętego Piotra z baldachimem, Cathedra Petri, nagrobki papieży Aleksandra VII i Urbana VIII, figura św. Longinusa), Alessandro Algardi, Antonio Canova, Bertel Thorvaldsen.
Bazylika watykańska jest drugim co do wielkości kościołem na świecie (powierzchnia 23 000 m²; większą świątynią jest tylko bazylika Matki Bożej Królowej Pokoju w Jamusukro o powierzchni 30 000 m²) i jednym z najważniejszych świętych miejsc katolicyzmu. Usytuowana jest przy placu Świętego Piotra, do którego prowadzi z centrum Rzymu Via della Conciliazione.

## Historia budowli

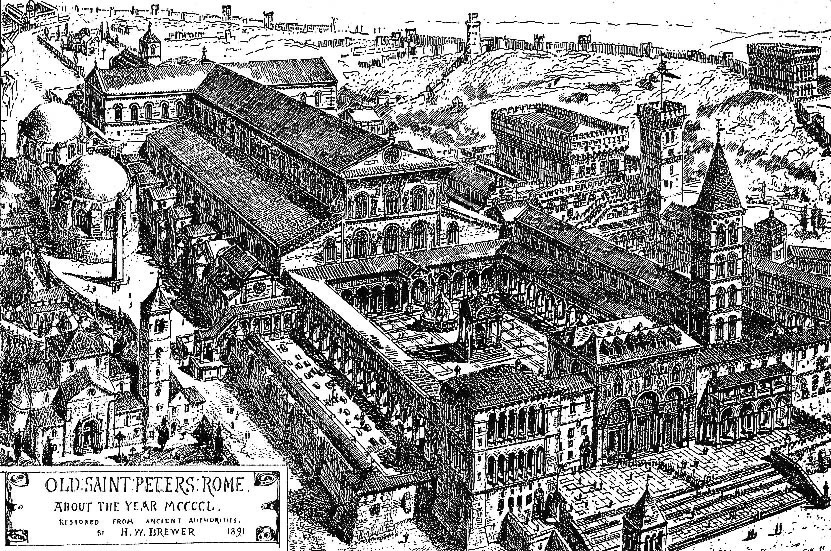
Rekonstrukcja wyglądu wczesnochrześcijańskiej bazyliki, wzniesionej przez Konstantyna

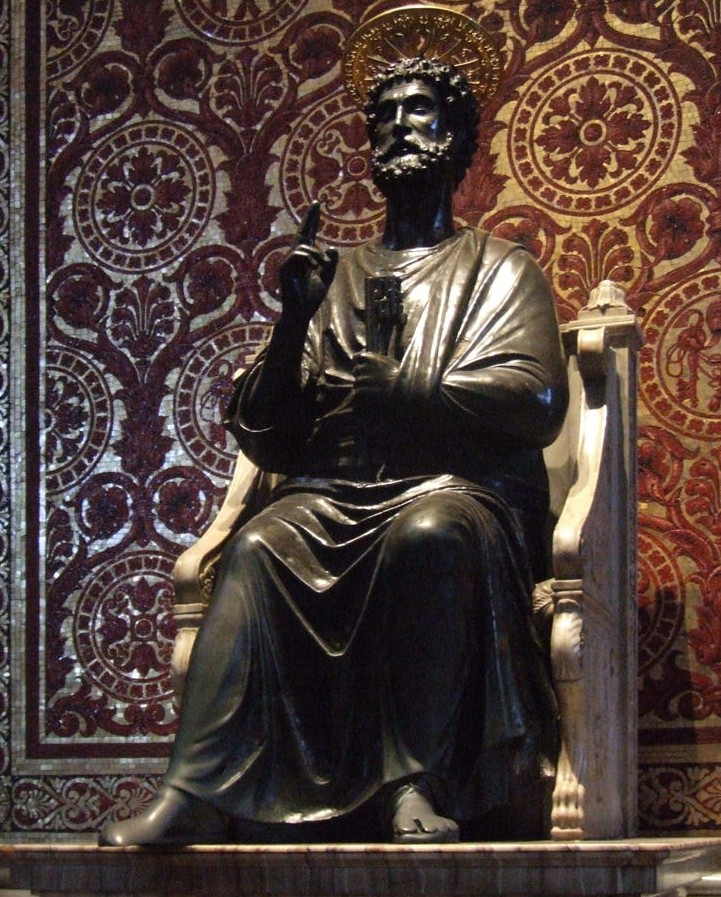
Posąg Świętego Piotra we wnętrzu bazyliki, przypisywany Arnolfo di Cambio

Wnętrze bazyliki św. Piotra

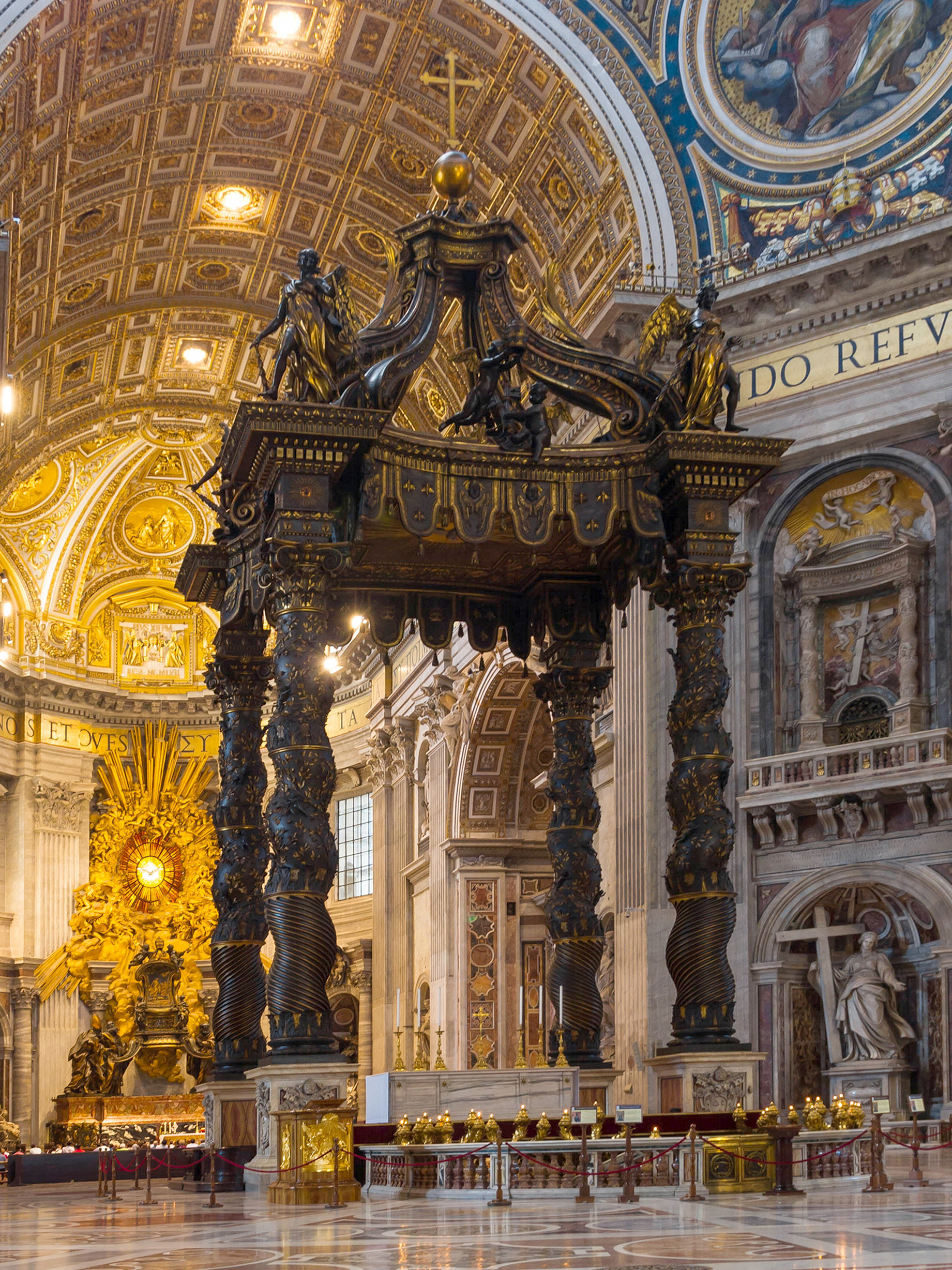
Widok na konfesję Świętego Piotra z baldachimem Gianlorenzo Berniniego

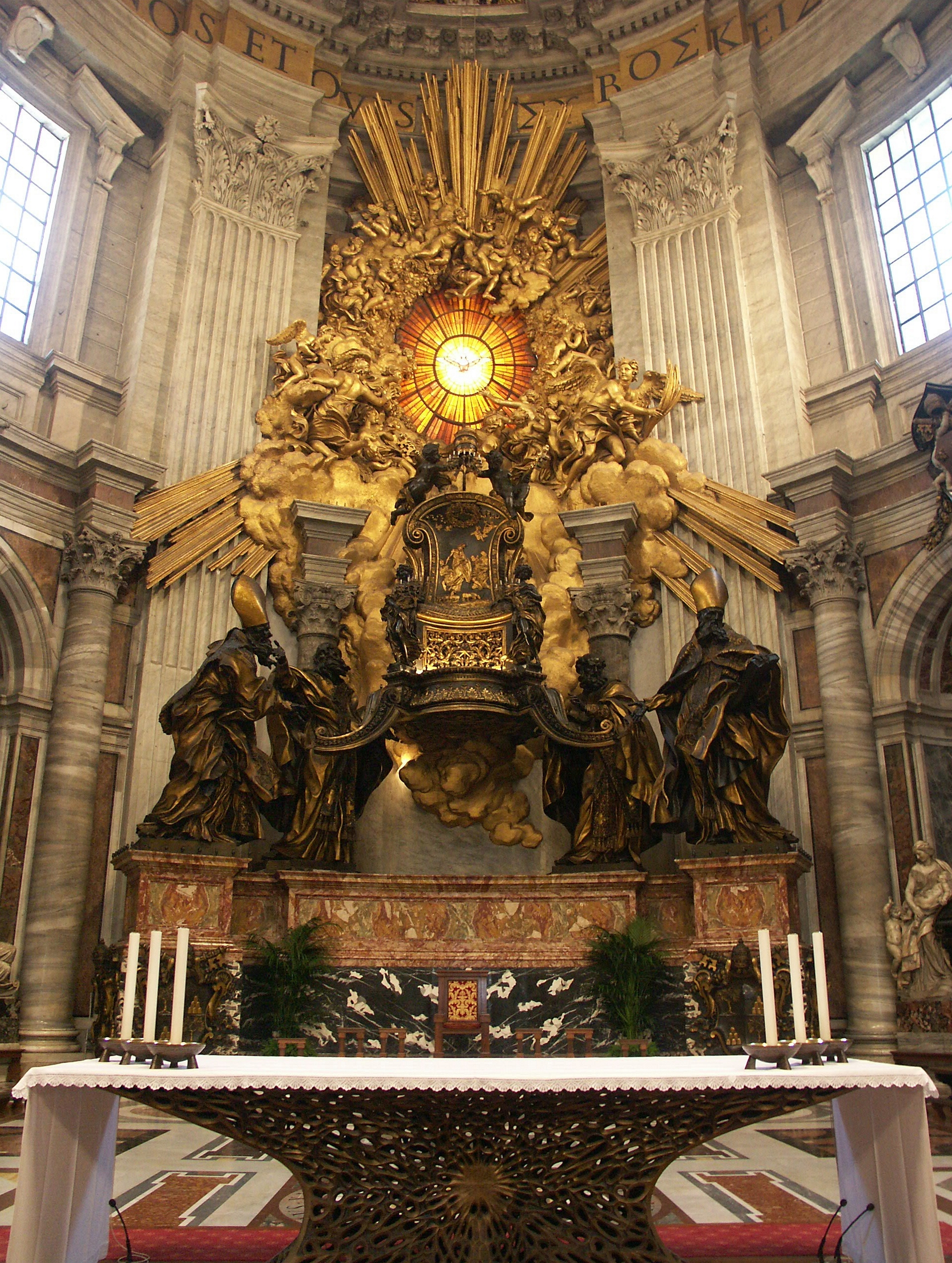
Cathedra Petri

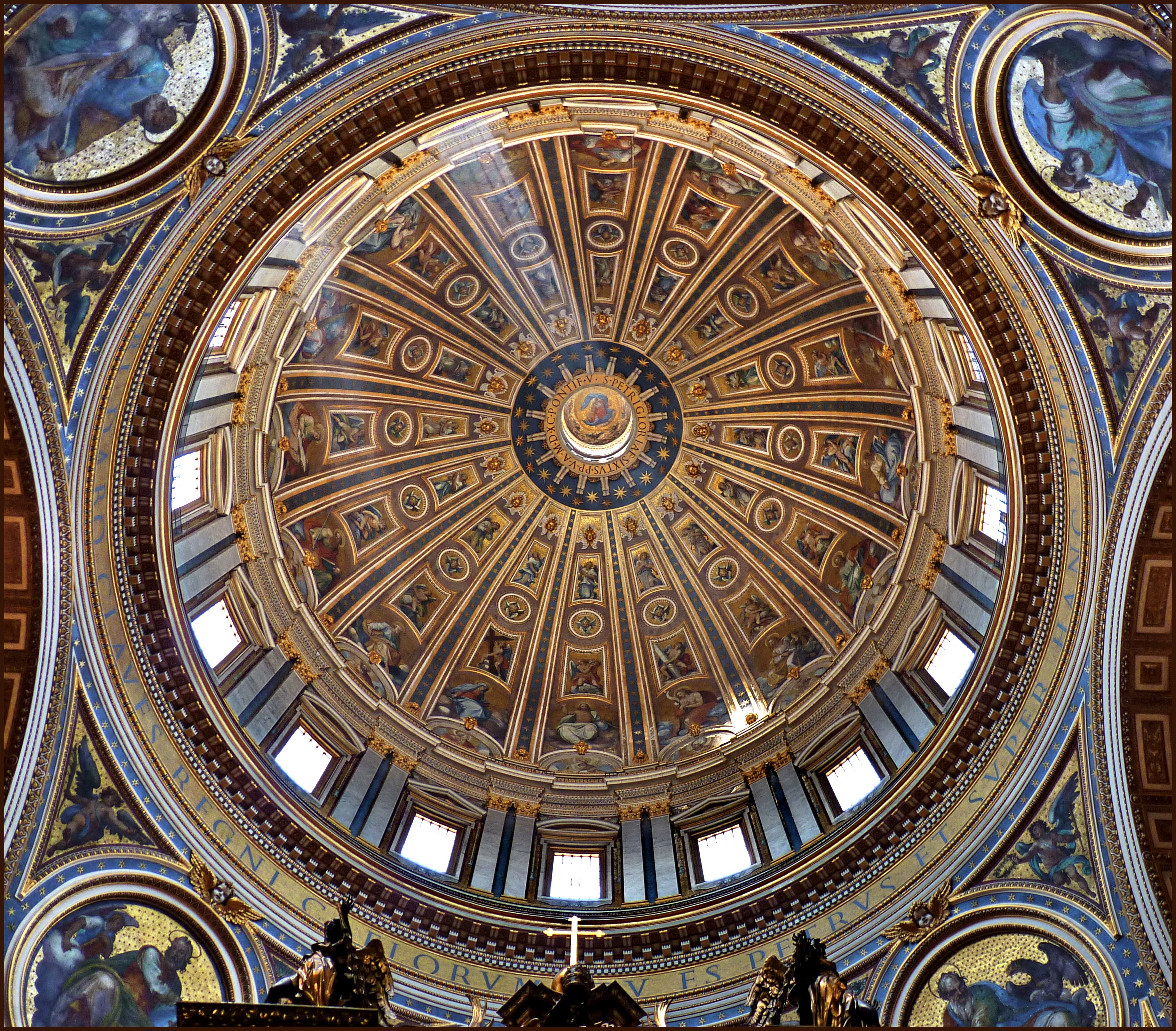
Wnętrze kopuły

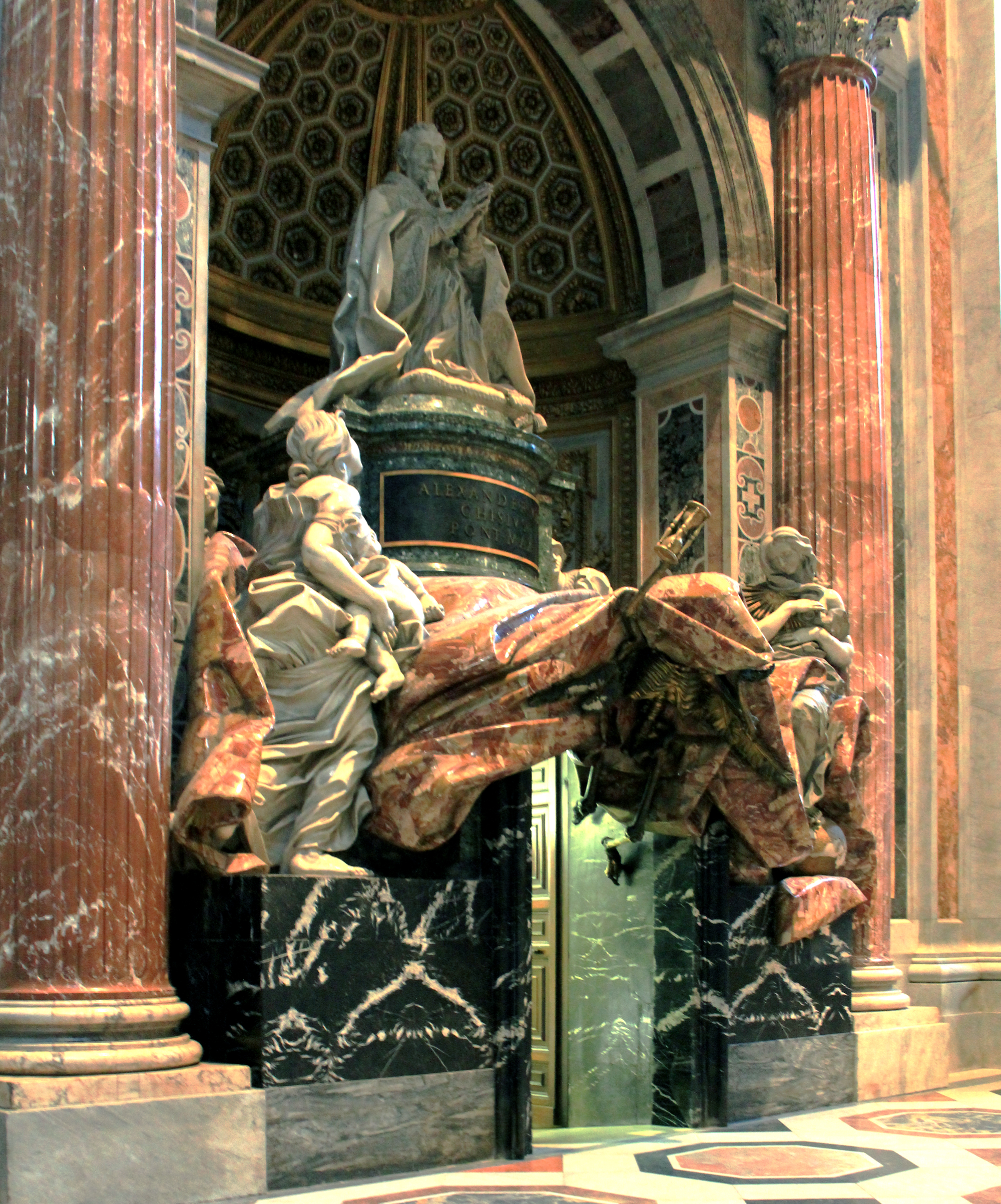
Nagrobek papieża Aleksandra VII, dzieło Gianlorenzo Berniniego

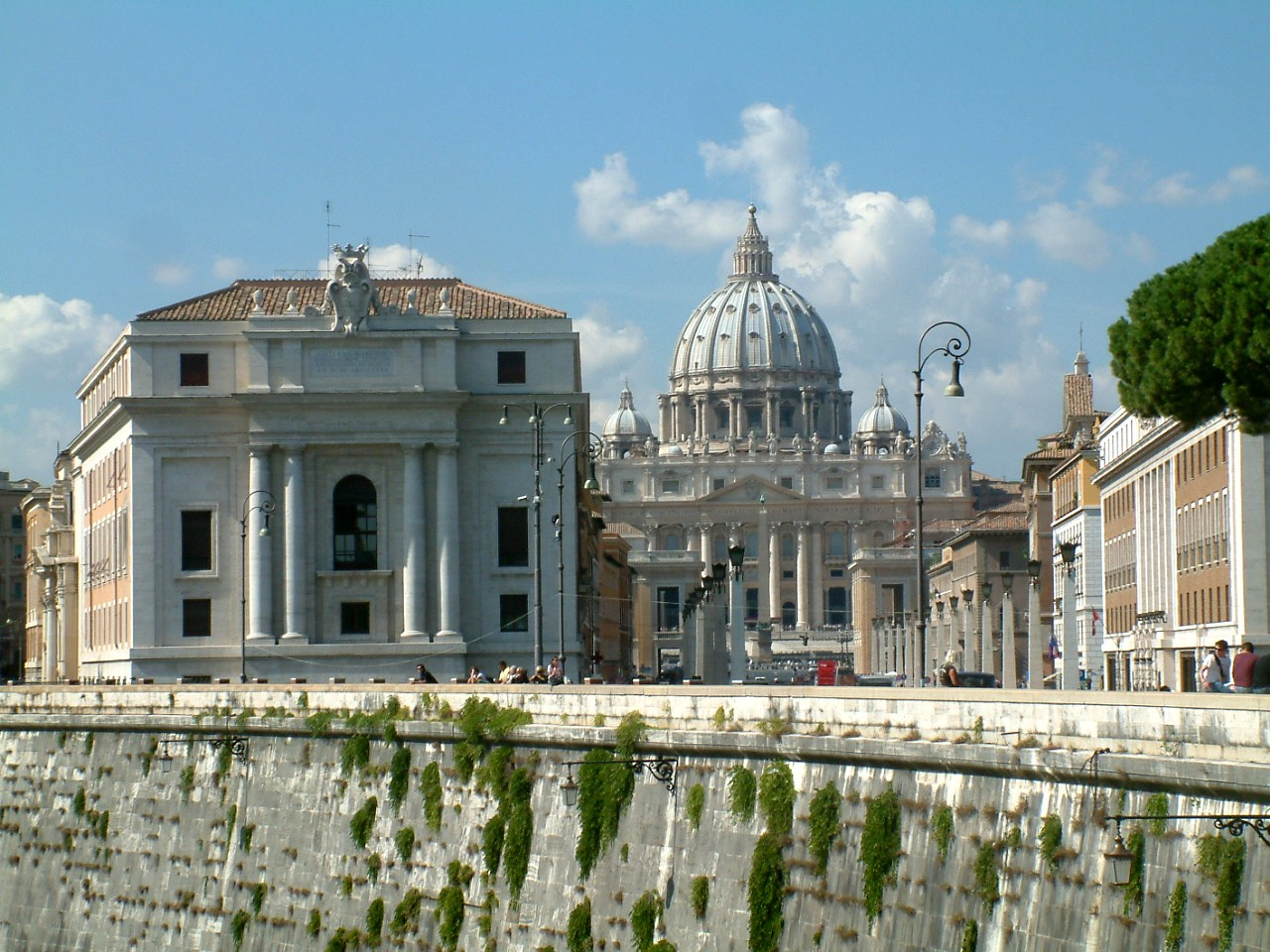
Widok na bazylikę św. Piotra z mostu św. Anioła

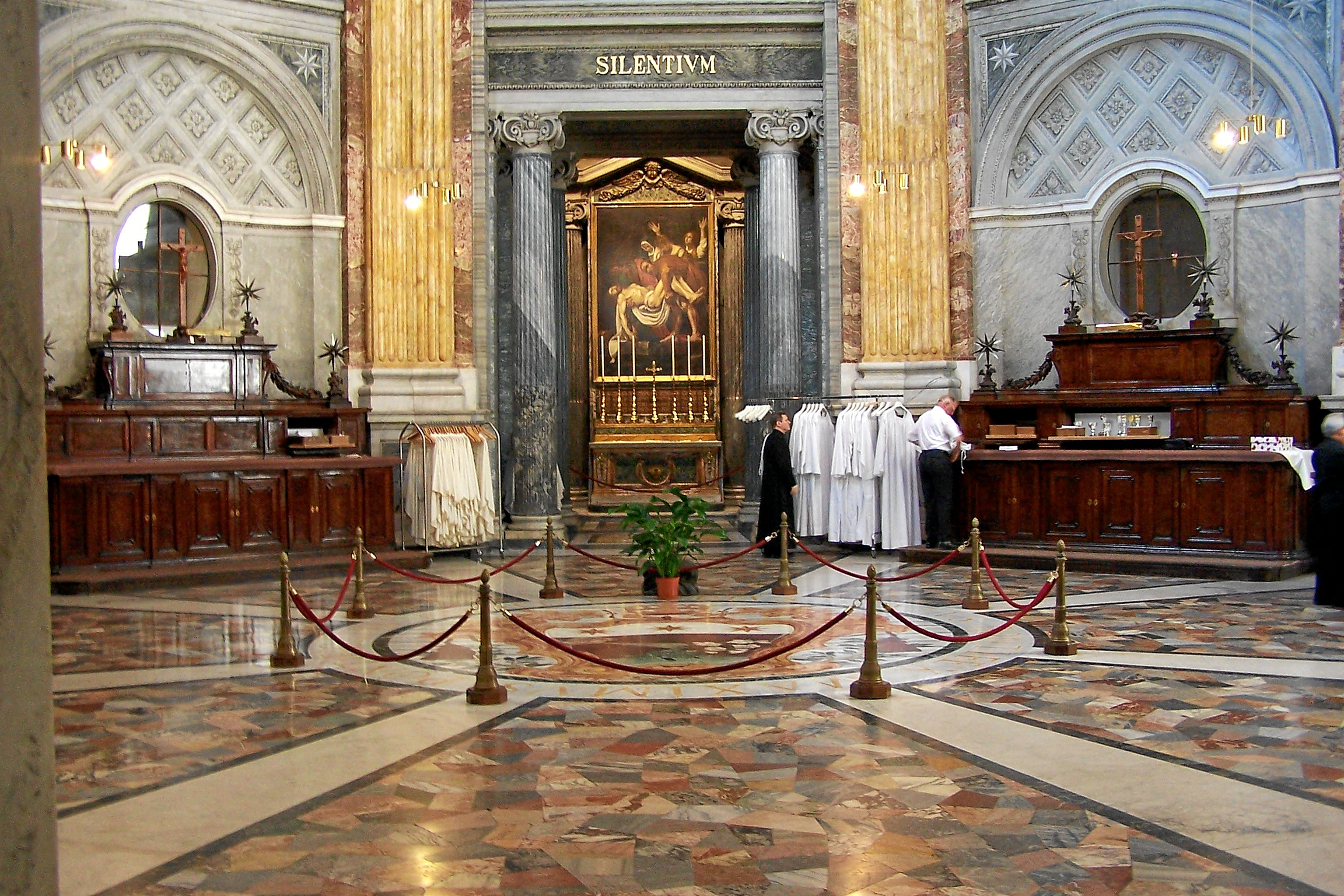
Wnętrze zakrystii

### Bazylika wczesnochrześcijańska
Pierwotna bazylika została zbudowana przez Konstantyna Wielkiego około 324 roku jako świątynia memorialna nad grobem Świętego Piotra. Była to duża (122,0 × 64,0 m), pięcionawowa bazylika zakończona poprzeczną nawą – transeptem z przylegającą do niej absydą w osi nawy głównej. Od wschodu poprzedzało ją duże atrium z fontanną umieszczoną w jego części centralnej (z fontanny zachowała się rzeźba szyszki pinii umieszczona w niszy na dziedzińcu Szyszki).
Bazylika, położona poza murami Rzymu, stała się miejscem pielgrzymek dla wyznawców chrześcijaństwa. Po jej ograbieniu przez arabskich piratów (w 846) papież Leon IV podjął decyzję o otoczeniu bazyliki i przylegających do niej budynków murem obronnym. W ten sposób powstało tak zwane miasto leonowe.

### Nowa bazylika
Na początku XVI wieku Juliusz II podjął decyzję o zburzeniu grożącej zawaleniem bazyliki z czasów Konstantyna i zbudowaniu w tym miejscu nowej świątyni. W czasie burzenia zniszczono wiele zabytków sztuki, grobów świętych. Zadanie powierzył Donato Bramantemu, który zaprojektował świątynię na planie centralnym krzyża greckiego z kopułą nad przecięciem naw. Budowę rozpoczęto w 1506. Po śmierci Bramantego (1514) budowę kontynuował Rafael Santi wraz z pomocnikiem Bramantego – Giuliano da Sangallo. Rafael zaproponował zmianę w projekcie z planu centralnego na bazylikę z podłużną nawą główną. Prace przerwała jego przedwczesna śmierć w 1520. Na jego miejsce pojawił się Baldassare Peruzzi, który ponownie zmienił koncepcję bazyliki, wracając do układu budowli centralnej. Musiał się również zmierzyć z innym problemem – układ kolumn pod kopułą okazał się zbyt słaby i zaczął pękać. Peruzzi rozwiązał to przez pogrubienie kolumn i dostawienie dodatkowych filarów. Również jego kariera, jako budowniczego bazyliki, skończyła się dość szybko, bo w 1527, ze względu na Sacco di Roma, fundusze przeznaczone na budowle kościelne mocno stopniały. Po kilku miesiącach budowniczym został Antonio da Sangallo. Sangallo młodszy chciał jednak zmienić koncepcję bazyliki, wydłużając całość w jedną stronę oraz wprowadzając elewację dwuwieżową.
Kolejnym budowniczym bazyliki został Michał Anioł (1546), który stworzył nowy (i w znacznym stopniu ostateczny) późnorenesansowy projekt kościoła, mający najwięcej wspólnego z projektem Bramantego z 1505. W porównaniu z Bramantem projekt Michała Anioła cechuje większa zwartość i jednolitość planu oraz monumentalizm elewacji, zdradzający związki z architekturą starożytnego Rzymu. Po objęciu kierownictwa Michał Anioł rozpoczął budowę trzech absyd i kopuły. Prace prowadził do śmierci, czyli do 1564. W tym czasie ukończono budowę absydy z lewej strony bazyliki oraz bęben kopuły.
Dzieło Bramantego, Rafaela i Michała Anioła było kontynuowane przez architektów Pirro Ligorio, Vignolę, Giacomo della Portę (który w 1590 ukończył kopułę poważnie zmieniając model Michała Anioła), Domenico Fontanę, Giovanniego Fontanę i Carlo Maderno (od 1605). Ten ostatni na polecenie papieża Pawła V zmienił plan kościoła na krzyż łaciński dobudowując podłużną nawę od wschodu oraz zaprojektował obecną fasadę od strony placu św. Piotra, utrzymaną w duchu baroku. Za pontyfikatu papieży Urbana VIII, Aleksandra VII i Klemensa IX Gianlorenzo Bernini wraz z zespołem uczniów i współpracowników wykonał zespół dzieł architektury i rzeźby tworzących spójną całość, zarówno w obrębie bazyliki i na zewnątrz, aż po rzekę Tyber. Most Aniołów otrzymał figury anielskie trzymające arma Christi. Poprzedzający bazylikę plac otoczył portyk w kształcie elipsy i trapezu, zwieńczony figurami świętych. Wnętrze bazyliki otrzymało bogaty wystrój w postaci m.in. baldachimu nad grobem św. Piotra otoczonego z czterech stron monumentalnymi figurami świętych Andrzeja, Weroniki, Longinusa i Heleny oraz zamykająca prezbiterium Cathedra Petri.
Bazylika św. Piotra została konsekrowana 18 listopada 1626 przez papieża Urbana VIII. Przez wiele lat był to największy kościół chrześcijański.

## Wymiary
Wymiary bazyliki
- długość zewnętrzna – ponad 211,50 m
- długość wewnętrzna – 186,00 m
- długość nawy poprzecznej – 137,50 m
- szerokość nawy głównej – 27,00 m
- wysokość nawy głównej – 46,00 m

Wymiary kopuły
- masa całkowita – ok. 14000 ton
- wysokość zewnętrzna (od poziomu ulicy do wierzchołka krzyża na kopule) – 133,30 m
- wysokość wewnętrzna (od posadzki do brzegu latarni): 117,57 m
- średnica zewnętrzna – 58,90 m
- średnica wewnętrzna: m 41,50[2]

## Bazylika z zewnątrz

### Fasada
Fasada bazyliki jest dziełem Carlo Maderny, który wykorzystał jako budulec trawertyn, pochodzący z Tivoli. 10 lutego 1608 został położony pierwszy kamień pod jej budowę. 21 lipca 1612 większość prac została zakończona, jednak kolejne dwa lata trwało ozdabianie fasady ornamentami. Jej szerokość to 114,69 m, a wysokość 48 m. Na belkowaniu fasady, wielkimi literami wypisana jest po łacinie inskrypcja: „IN HONOREM PRINCIPIS APOST. PAULUS V BURGHESIUS ROMANUS PONT. MAX. AN. MDCXII PONT VII”, co znaczy „Na cześć Księcia Apostołów. Paweł V Borghese, rzymianin, papież, w 1612, siódmym roku swojego pontyfikatu”.
Na fasadzie znajduje się dziewięć okien z balkonami. Centralne (nad wejściem głównym) nazywane jest Lożą Błogosławieństw. Stąd ogłaszany jest światu wybór nowego papieża, z tego też miejsca nowo wybrany papież udziela swojego pierwszego błogosławieństwa Urbi et Orbi. W czasie uroczystości kanonizacyjnych w oknach tych umieszcza się wizerunki nowych świętych.
Tuż pod Lożą Błogosławieństw znajduje się płaskorzeźba wykonana przez Ambrogio Buonvicino, przedstawiająca Chrystusa, wręczającego św. Piotrowi klucze do Królestwa Niebieskiego.
Fasada skrywa w sobie dwie niepełne wieże, które nigdy nie zostały ukończone, wbrew pomysłom twórców. Prace musiano przerwać ze względu na osiadanie gruntu pod wieżami. Kolejna próba także zakończyła się niepowodzeniem ze względu na powstałe w wyniku prac pęknięcie fasady bazyliki. Ostatecznie zamysł budowy wież porzucono w 1790, gdy na ich szczytach umieszczono dwa zegary, których twórcą był Giuseppe Valadier.
W wieży po lewej stronie znajduje się Brama Dzwonów, gdzie zawieszonych jest 6 dzwonów, z których największy waży 8 ton. Jest to dzwon św. Marka, którego głos obwieszcza śmierć lub wybór papieża.
Na szczycie fasady ustawionych zostało 13 posągów. Miejsce centralne zajmuje postać Jezusa Chrystusa Odkupiciela otoczonego przez 11 apostołów. Brakuje wśród nich św. Piotra. Nie znajdziemy tu również oczywiście Judasza, jego miejsce zajmuje wybrany przez samego Boga, jak podają Dzieje Apostolskie, św. Maciej. Apostołom towarzyszy także św. Jan Chrzciciel. Rzeźby mają 5,7 m wysokości. I tak, patrząc od lewej widzimy: Tadeusza, Mateusza, Filipa, Tomasza, Jakuba Starszego, Jana Chrzciciela, Chrystusa Odkupiciela, Andrzeja, Jana Ewangelistę, Jakuba Młodszego, Bartłomieja, Szymona i Macieja.
Przed czołem fasady znajduje się 8 kolumn.

### Przedsionek
Kościół poprzedza przedsionek (narteks), którego głębokość wynosi 13,0 m. Front kościoła to 13,0 m fasada przedsionka zaprojektowana przez Carlo Maderno. Nad wejściem znajduje się sala połączona z pałacem papieskim. Ze środkowego balkonu tej sali papież udziela błogosławieństwa Urbi et Orbi – Miastu i Światu.
Fasadę wieńczą rzeźby przedstawiające 11 apostołów (brakuje tylko św. Piotra), Jana Chrzciciela oraz ustawiona w części centralnej, figura Chrystusa. Na sklepieniu przedsionka, w środkowej części, umieszczono mozaikę Giotta Navicella pochodzącą z pierwszej bazyliki. Mozaika przedstawia Chrystusa ratującego łódź apostołów na wzburzonym morzu.
Po bokach przedsionka zlokalizowano dwa pomniki konne. Pierwszy z nich znajduje się obok wejścia na Scala Regia prowadzących do reprezentacyjnych sal Pałacu Watykańskiego. Zarówno schody (lata 1663–1666) i pomnik rzymskiego cesarza Konstantyna Wielkiego (1670) zaprojektował Gianlorenzo Bernini. Po przeciwległej stronie przedsionka znajduje się pomnik cesarza Karola Wielkiego z 1725 dłuta Agostino Cornacchini.
Z przedsionka do wnętrza bazyliki prowadzi pięcioro drzwi, z których środkowe ozdobione płaskorzeźbami ze scenami z życia i śmierci św. Piotra zostały wykonane na polecenie Eugeniusza IV, w XV wieku przez Filarete do pierwszej bazyliki. Drzwi skrajne po prawej stronie to Święta Brama otwierana z okazji roku świętego. Zdobią je płaskorzeźby ze scenami z Ewangelii oraz przedstawienie otwarcia bramy w 1950 przez papieża Piusa XII. (Brama została wykonana przez Vico Consorti na zamówienie Piusa XII o otwarta po raz pierwszy 24 grudnia 1949). Brama od strony bazyliki jest niewidoczna, zasłania ją mur, który zostanie zburzony a brama otwarta dopiero po ogłoszeniu kolejnego jubileuszu roku świętego. Drzwi skrajne po lewej stronie to Brama Śmierci, wykonana przez Giacomo Manzu w 1964.

## Wnętrze bazyliki

Topografia wystroju wnętrza
bazyliki Świętego Piotra
Przedsionek (nr 1-8)
1 Navicella (barokowa replika mozaiki Giotta)
2 Pomnik konny cesarza Karola Wielkiego (Cornacchini)
3 Wrota Śmierci
4 Wrota Dobra i Zła
5 Wrota Filaretów (Averulino)
6 Święte Wrota
7 Wrota Sakramentów
8 Pomnik konny cesarza Konstantyna Wielkiego (Bernini)
Prawa nawa (nr 9-19)
9 Pietà (Michał Anioł)
10 Pomnik papieża Leona XII
11 Pomnik królowej Krystyny Szwedzkiej (Fontana)
12 Pomnik papieża Piusa XI
13 Nagrobek papieża Innocentego XI
14 Pomnik papieża Piusa XII
15 Pomnik papieża Innocenntego XII
16 Pomnik Matyldy z Canossy
17 Kaplica Najświętszego Sakramentu
18 Pomnik papieża Grzegorza XIII
19 Pomnik papieża Grzegorza XIV
Prawy transept oraz obejście (nr 20-36)
20 Ołtarz Św. Hieronima z grobem Jana XXIII
21 Kaplica Gregoriańska
22 Pomnik papieża Grzegorza XVI
23 Ołtarz NMP Nieustającej Pomocy
24 Ołtarz Świętego Bazylego
25 Pomnik papieża Benedykta XIV
26 Posągi św. Piotra Nolasco i św. Ludwiki de Marillac
27 Ołtarz Świętego Wacława
28 Ołtarz Świętych Procesjusza i Martyniana
29 Ołtarz Świętego Erazma
30 Posągi św. Józefa Kalasantego i św. Bonfiglia Monaldi
31 Pomnik papieża Klemensa XIII (Antonio Canova)
32 Ołtarz Okrętu Kościoła
33 Ołtarz Świętego Michała Archanioła
34 Ołtarz Świętej Petroneli
35 Pomnik papieża Klemensa X
36 Ołtarz Świętego Piotra wskrzeszającego Tabitę
Prezbiterium (nr 37-41)
37 Posągi św. Dominika i św. Franciszka Caracciolego
38 Nagrobek papieża Urbana VIII (Bernini)
39 Cathedra Petri (Bernini)
40 Pomnik papieża Pawła III
41 Posągi św. Franciszka z Asyżu i św. Alfonsa Maria Liguori
Lewe obejście i transept (nr 42-59)
42 Pomnik papieża Aleksandra VIII
43 Ołtarz Świętego Piotra uzdrowiciela kaleki
44 Kaplica Matki Boskiej z Colonny
45 Ołtarz Świętego Leona (Algardi)
46 Ołtarz Matki Boskiej z Colonny
47 Pomnik papieża Aleksandra VII (Bernini)
48 Ołtarz Serca Najświętszego
49 Posągi św. Norberta i św. Wilhelma
50 Ołtarz Świętego Tomasza
51 Ołtarz Świętego Józefa
52 Ołtarz Ukrzyżowania Św. Piotra
53 Posągi św. Hieronima Emilianiego i św. Joanny Antydy Thouret
54 Pomnik papieża Piusa VIII (Tenerani)
55 Ołtarz Świętego Piotra i Ananiasza
56 Ołtarz Św. Grzegorza Wielkiego
57 Pomnik papieża Piusa VII (Thorvaldsen)
58 Kaplica Klementyńska (Clementina)
59 Ołtarz Przemienienia Pańskiego
Lewa nawa (nr 60-71)
60 Pomnik papieża Innocentego XI
61 Pomnik papieża Leona XI (Algardi)
62 Ołtarz Niepokalanego Poczęcia NMP
63 Kaplica Chórowa
64 Pomnik papieża Innocentego VIII (Pollaiuolo)
65 Pomnik papieża Piusa X
66 Pomnik papieża Jana XXIII
67 Kaplica Prezentacji Dzieciątka w Świątyni Jerozolimskiej
68 Pomnik papieża Benedykta XV
69 Pomnik Stuartów (Canova)
70 Nagrobek Marii Klementyny Sobieskiej (Bracci)
71 Kaplica Chrztu
Nawa główna i skrzyżowanie naw (nr 72-93)
72 Posągi św. Piotra z Alkantary i Łucji Filippini
73 Posągi św. Kamila de Lellis i św. Ludwika Marii Grignion de Montfort
74 Posągi św. Ignacego Loyoli i św. Antoniego Marii Zaccaria
75 Posągi św. Franciszka z Paoli i św. Piotra Fourier
76 Figura św. Andrzeja (Duquesnoy)
77 Posągi św. Kajetana i św. Franciszki Ksawery Cabrini
78 Kopuła (Michał Anioł)
79 Posągi św. św. Juliany Falconieri i św. Anieli Merici
80 Figura św. Weroniki (Bolgi)
81 św. Benedykta i św. Franciszki z Rzymu
82 Baldachim grobu św. Piotra (Bernini) i Ołtarz Papieski
83 Figury proroka Eliasza i św. Franciszka Salezego
84 Figura św. Heleny (Mochi)
85 Posągi św. Brunona i św. Pawła od Krzyża
86 Posągi św. Jana Bożego i Santa św. Marii Eufrazji Pelletier
87 Wejście do grobu św. Piotra
88 Figura św. Longinusa (Bernini)
79 Brązowa figura świętego Piotra (Arnolfo di Cambio)
90 Posąg świętego Jana Bosco
91 Posągi św. Filipa Neri i św. Jana Chrzciciela de la Salle
92 Posągi św. Wincentego à Paulo i św. Jana Eudes
93 Posągi św. Teresy od Dzieciątka Jezus i św. Magdaleny Zofii Barat

Wystrój wnętrza jest harmonijnie dopasowany do renesansowej i barokowej architektury bazyliki. Aranżacja wnętrza stanowiła zamknięcie długoletnich prac budowlanych sięgających czasów pontyfikatu Juliusza II i trwała jeszcze długo po konsekracji bazyliki w 1628. Program ideowy jest dziełem współpracy między papieżem Urbanem VIII Barberinim z artystami, głównie z Berninim, odzwierciedla ambicje potrydenckiego Kościoła do ukształtowania symbolicznych form dla władzy papieskiej, która w dobie kontrreformacji zmierzała do supremacji zarówno na obszarze sakralnym i świeckim. Znaczącą część wystroju tworzą dzieła rzeźby głównie z XVII wieku i z następnych stuleci, głównie pełnoplastyczne wizerunki świętych oraz monumentalne pomniki nagrobne papieży, dla których watykańska bazylika jest najważniejszym miejscem pochówku. Barokową dekorację rzeźbiarską uzupełniają liczne kartusze z herbami papieży oraz figurki putt i aniołów.

### Korpus nawowy

#### Nawa główna
Nawę główną bazyliki przykrywa sklepienie kolebkowe ozdobione kasetonami. Wypełnia je XVIII-wieczna dekoracja ornamentalno-roślinna powstała za pontyfikatu Piusa VI, którego herb widnieje na sklepieniu.
Pomiędzy parami pilastrów znajdują się w dwóch strefach nisze mieszczące pełnoplastyczne figury świętych, wykonane w XVIII-XX w. Wraz z posągami umieszczonymi w obrębie ramion transeptu i prezbiterium tworzą cykl świętych założycieli zgromadzeń zakonnych. W obrębie nawy głównej znajdują się m.in. XVIII-wieczne posągi Filipa Neri, Wincentego a Paolo, Teresy z Ávili wykonane przez twórców rzeźb fontanny di Trevi – Giovanniego Battisty Mainiego, Pietra Bracciego, Filippa Della Valle, autorem figury Ignacego Loyoli jest Camillo Rusconi. Postać Jana Bosco wykonał Pietro Canonica. Na bogato dekorowanej posadzce zaznaczono długość największych kościołów chrześcijańskich. W połowie długości nawy widnieje odległość 103,5 m odnosząca się do jedynego, uhonorowanego w ten sposób, polskiego kościoła – bazyliki Mariackiej w Gdańsku.

#### Nawy boczne i kaplice
Do naw bocznych przylegają kaplice. W pierwszej od wejścia po prawej stronie kościoła (północnej) jest kaplica świętego Krzyża, gdzie znajduje się Pietà watykańska. Od czasu uszkodzenia rzeźby przez szaleńca osłania ją kuloodporna szyba. Rzeźba została wykonana w 1498 przez 24-letniego, nieznanego jeszcze wtedy Michała Anioła. Na szarfie widnieje ledwo widoczny napis: Michael Angelus Bonarotus Florentinus faciebat („wykonał Michał Anioł Buonarroti Floreńczyk”). Napis został umieszczony przez samego mistrza, który zorientował się, że jego dzieło przypisywane jest innym twórcom, a jego nazwiska nikt nie zna. Naprzeciw tej kaplicy umieszczony jest pomnik królowej Szwecji – Krystyny Wazy, która po abdykacji przeszła na wiarę katolicką, osiadła w Rzymie i po śmierci (1689) została pochowana w podziemiach bazyliki.
W kaplicy świętego Sebastiana znajduje barokowy ołtarz ze sceną Męczeństwa św. Sebastiana, pędzla Domenichina, datowany na lata 1628–1631. Pod ołtarzem znalazł się nagrobek papieża św. Jana Pawła II, przeniesiony tu z Grot Watykańskich po beatyfikacji. Za tą kaplicą, w nawie bocznej do filarów przylegają pomniki Innocentego XII (Filippo della Valle, 1746) oraz Matyldy z Canossy, dzieło wykonane po translacji ciała margrabiny w 1634, na zlecenie Urbana VIII. Płytę sarkofagu zdobi relief z przedstawieniem upokorzenia cesarza Henryka IV przez Grzegorza VII w Canossie. Dzieło wykonał Bernini; stojący ponad sarkofagiem posąg Matyldy wyrzeźbił Andrea Bolgi.
Kaplica Najświętszego Sakramentu jest miejscem całodziennej adoracji i prowadzi z bazyliki do pałacu papieskiego. Ołtarz zdobi obraz z Trójcą Świętą pędzla Pietra da Cortony oraz brązowe, częściowo złocone tabernakulum zaprojektowane przez Berniniego w formie budowli centralnej nakrytej kopułą. Otaczają ją niewielkie figurki dwunastu apostołów. Jako wzór posłużyło dzieło Donato Bramantego – Tempietto przy kościele San Pietro in Montorio.
Najbliżej wejścia po stronie lewej (południowej) znajduje się kaplica Chrztu, którą zaprojektował Carlo Fontana. Tradycja baptysterium przy bazylice watykańskiej sięga pontyfikatu papieża Damezego w V w. Obecna chrzcielnica pochodzi z XVIII w. Jej pokrywę zdobią pozłacane rzeźby dłuta Giovanniego Giardoniego z wizerunkiem Baranka w otoczeniu aniołów. W ołtarzu z 1722 obraz ze sceną Chrztu Chrystusa w Jordanie przez Jana Chrzciciela pędzla Carla Maratty, namalowany w latach 1696–1698. Tematykę baptyzmalną kontynuują XVIII-wieczne mozaiki na ścianach ukazujące chrzest centuriona Korneliusza (ściana zachodnia) oraz świętych Procesjusza i Martyniana (ściana wschodnia) przez św. Piotra. Na kopule sceny m.in. chrztu św. Piotra przez Chrystusa, cesarza Konstantego Wielkiego przez papieża Sylwestra I.
W nawie bocznej, za kaplicą barokowy pomnik Marii Klementyny Sobieskiej, wnuczki Jana III Sobieskiego z rzeźbami Pietra Bracciego oraz klasycystyczny pomnik jej męża Jakuba Stuarta i dwóch ich synów: Karola Edwarda i Henryka Benedykta, kardynała. Dzieło włoskiego rzeźbiarza Antonia Canovy.
Kolejna kaplica dedykowana jest Prezentacji Marii w świątyni, co obrazuje malowidło pędzla Romanelego z lat 1638–1642 umieszczone w barokowym ołtarzu. U stóp ołtarza spoczywa papież św. Pius X. Jego pomnik znajduje się w nawie za kaplicą, dzieło Di Fausto & Pietra Astorrich.
Obok renesansowy pomnik Innocentego VIII, którego twórcą jest Antonio Pollaiolo. Pochodzi z dawnej konstantyńskiej bazyliki, przeniesiony do obecnego miejsca w 1621. Składa się z dwóch wykonanych z brązu części, tumby z wizerunkiem leżącego na wznak papieża odzianego w strój pontyfikalny. Powyżej znajduje się kompozycja rzeźbiarska w formie tryptyku zwieńczona półkoliście. Pośrodku pełnoplastyczny wizerunek tronującego Innocentego VIII udzielającego błogosławieństwa, dzierżącego w lewicy grot włóczni Longinusa, który przebił bok Chrystusa. Po bokach reliefy z personifikacjami czterech cnót kardynalnych (roztropność, męstwo, sprawiedliwość, umiarkowanie), na zwieńczeniu relief z personifikacjami cnót teologicznych (wiara, nadzieja, miłość).
Kolejna kaplica dedykowana jest Niepokalanemu Poczęciu NMP, co obrazuje obraz pędzla Pietra Bianchiego. W dziele tym ukazano Matkę Bożą otoczoną aniołami i adorowaną przez świętych Franciszka z Asyżu, Antoniego z Padwy oraz Jana Chryzostoma.
W nawie za kaplicą dwa barokowe pomniki: Leona XI (Alessandro Algardi, 1644) oraz Innocentego XI (Pierre-Étienne Monnot, 1698).

### Obejście
Za korpusem nawowym znajduje się obejście, które obiega ze wszystkich stron skrzyżowanie naw i prowadzi do transeptu i prezbiterium. Do ścian potężnych filarów dźwigających kopułę przylega osiem ołtarzy, naprzeciw ich usytuowano we wnękach nagrobki papieży. W narożach obejścia znajdują się kaplice.
Perspektywę lewej nawy bocznej (południowej) zamyka ołtarz Przemienienia Pańskiego z XVIII wieczną kopią obrazu Przemienienie Pańskie pędzla Rafaela Santiego. Oryginał znajduje się w Pinakotece Watykańskiej. Na obrazie ukazano scenę Przemienienia Jezusa na górze Tabor, w asyście proroków Mojżesza i Eliasza. Na wierzchołku góry leżą oślepieni blaskiem apostołowie Piotr, Jakub Starszy i Jan Ewangelista. Za wzgórzem widać świętych Felicissimusa i Agapita, diakonów papieża Sykstusa II. Poniżej ukazana jest scena przyprowadzenia do uczniów epileptyka, któremu towarzyszy tłum ludzi. Naprzeciw nich, po prawej stronie kompozycji znajdują się pozostali apostołowie, którzy próbują uzdrowić chłopca.
Południowo-wschodnia część obejścia mieści kaplicę Klementyńską urządzoną w 1600 na zlecenie papieża Klemensa VIII z okazji Roku Jubileuszowego. Dominantą marmurowego wystroju jest ołtarz św. Grzegorza VII, z obrazem pędzla Andrei Sachciego, u jego stóp znajduje się sarkofag świętego, przeniesiony tu w 1606. Wschodnią ścianę kaplicy zajmuje nagrobek Piusa VII dzieło Bertela Thorvaldsena. W części ambitu pomiędzy kaplicą Klementyńską i południowym ramieniem transeptu obrębie obejścia mieści się nagrobek Piusa VIII dłuta Pietra Teneraniego, vis-à-vis ołtarz Zaparcia się świętego Piotra z obrazem pędzla Cristofora Roncallego z 1604.
Za transeptem w dalszym ciągu ambitu ołtarz Najświętszego Serca Jezusowego z XX-wiecznym obrazem pędzla Carla Mucciolego przedstawiającym objawienie Jezusa świętej Małgorzacie Marii Alacoque. Vis a vis w niszy umieszczony jest monumentalny pomnik modlącego się Aleksandra VII. Poniżej umieszczono symboliczne postacie uosabiające m.in. śmierć i prawdę. Jest to dzieło Berniniego.
Południowo-zachodnie naroże obejścia mieści kaplicę Marii Matki Kościoła. W ołtarzu jej dedykowanym mieści się fresk pochodzący z kolumny pierwszej, konstantyńskiej bazyliki, z postacią Marii zwanej Matką Bożą z Kolumny. Tytuł Matki Bożej Kościoła został nadany w 1964 przez Pawła VI. Wmurowany tu wtórnie przez Giacoma della Portę i ukoronowany w 1607. Obok ołtarz Świętego Leona Wielkiego ozdobiony reliefem z połowy XVII wieku, wykonanym przez Alessandra Algardiego przedstawiającym spotkanie Leona I z Attylą pod Rzymem. Podstawę ołtarza zajmuje nagrobek Leona I, pierwszego papieża pochowanego w bazylice konstantyńskiej. Za kaplicą w obejściu, przy zachodniej ścianie XVIII-wieczny pomnik Aleksandra VIII, naprzeciwko barokowy ołtarz św. Piotra, uzdrawiającego chromego, z obrazem pędzla Francesca Manciniego.
Za prezbiterium w dalszym ciągu zachodniego ramienia ambitu ołtarz św. Piotra podnoszącego Tabitę z wykonanym w 1757 obrazem Placido Costanziego. Naprzeciw ołtarza w niszy barokowy pomnik Klemensa X, dzieło Mattia de’ Rossiego.
Północno-zachodnie naroże transeptu mieści kaplicę świętego Michała Archanioła, którego wizerunek ukazany został na ołtarzu. Pierwotny obraz pędzla Guido Reniego, ukazującego archanioła zwyciężającego szatana przekazano do kościoła Santa Maria della Concezione, w miejsce jego wstawiono mozaikową kopię z XVIII w. Nim powstał ołtarz dedykowany archaniołowi, 14 kwietnia 1606 umieszczono obraz ze św. Anną z Marią i Dzieciątkiem pędzla Michelangela Merisi da Caravaggio, ale został stąd usunięty po dwóch dniach. Również XVIII wieczna kopia (obrazu Guercina) mieści się w sąsiednim ołtarzu dedykowanym św. Petroneli, który mieści relikwie translatowane z Katakumb Domicyli w 750. Święta ta była czczona przez wizytujących w konstantyńskiej bazylice królów Francji.
Za kaplicą, w północnym ramieniu ambitu ołtarz Navicelli (Okrętu Kościoła) z kopią obrazu Giovanniego Lanfranco, ukazującym dryfujący okręt z apostołami na pokładzie i Chrystusa chodzącego po wodzie do którego biegnie św. Piotr. Naprzeciwko ołtarza klasycystyczny pomnik papieża Klemensa XIII dzieło Antonia Canovy.
Za transeptem w dalszym ciągu północnego ramienia ambitu późnobarokowy pomnik Benedykta XIV dłuta Pietra Bracciego, naprzeciwko późnobarokowy ołtarz świętego Bazylego z obrazem ukazującym świętego podczas odprawiania mszy.
Północno-zachodnie naroże transeptu mieści kaplicę Gregoriańską mieszczącą klasycystyczny pomnik Grzegorza XVI dzieło Luigiego Amiciego, obok barokowy ołtarz NMP Nieustającej Pomocy mieszczący niewielki XII wieczny fresk z wizerunkiem Matki Bożej z Dzieciątkiem, odkuty ze ściany oratorium świętego Leona mieszczącego się w bazylice konstantyńskiej. Poświęcony przez papieża Gregorza XIII. W dolnej części ołtarza urna ze szczątkami Grzegorza z Nazjanzu.
Za kaplicą, we zachodnim ramieniu obejścia ołtarz świętego Hieronima z XVIII wieczną kopią obrazu Domenichina, którego oryginał znajduje się w Pinakotece Watykańskiej. Pod ołtarzem umieszczono ciało św. Jana XXIII. Ołtarz ten zamyka perspektywę prawej nawy bocznej (północnej).

### Skrzyżowanie naw
W okresie renesansu skrzyżowanie naw z kopułą stanowiło centralną przestrzeń całej świątyni, sam środek zajmowała konfesja św. Piotra. Po rozbudowie bazyliki w dobie baroku zachowano w tym miejscu ideowe centrum poprzez wzniesienie przez Berniniego potężnego baldachimu uzupełniającego konfesję pierwszego papieża. Konfesję otoczono czterema miejscami kultu świętych (Andrzeja – brata św. Piotra, Weroniki, Longina i Heleny) oraz Męki Pańskiej (relikwii chusty, krzyża i lancy). Miejsca te oprawiono bogatą dekoracją architektoniczno-rzeźbiarską

#### Kopuła
Cztery masywne filary podtrzymują kopułę o średnicy 42 m. Jej wnętrze podzielone zostało na ułożone promieniście pola i ozdobione mozaikami Cavaliera d’Arpino. Pod gzymsem, u nasady okrągłego tamburu z 16 oknami figuruje łacińska inskrypcja napisana rzymską antykwą:
TV ES PETRVS ET SVPER HANC PETRAM AEDIFICABO ECCLESIAM MEAM ET TIBI DABO CLAVES REGNI CAELORVM (Ty jesteś Piotr (opoka) i na tej opoce zbuduję Kościół mój i dam Ci klucze Królestwa Niebieskiego). Królestwo Niebieskie jest głównym wątkiem programu ikonograficznego mozaik. We wnętrzu latarni ukazany jest Bóg Ojciec, niżej krąg anielski, następnie Chrystus, Maria i apostołowie oraz święci i papieże. Na pendentywach ukazano wizerunki Czterech Ewangelistów.
Na kopule bazyliki św. Piotra znajduje się taras widokowy, który udostępniony jest dla turystów. Można się tam dostać po 551 schodach lub wyjechać częściowo windą, a następnie pokonać jeszcze 320 schodów. To jeden z najlepszych punktów widokowych na Rzym.

#### Rzeźby w niszach filarów
Każdy z czterech potężnych filarów charakteryzuje się podziałem na dwie strefy, niższą, gdzie znajdują się nisze i wyższą mieszczącą balkony, które zdobią płaskorzeźby i flankujące je pary spiralnych filarów, które są spoliami przegrody za którą znajdowało się prezbiterium dawnej konstantyńskiej bazyliki. Balkony służyły do uroczystego wystawiania relikwii najwyższej rangi: chusty św. Weroniki, drzewa z krzyża Chrystusowego, fragmentu włóczni oraz głowy św. Andrzeja. Postacie te zostały ukazane w formie monumentalnych, pełnoplastycznych figur, których inicjatorem i fundatorem był papież Urban VIII, zaś projektantem całości był Gianlorenzo Bernini (on sam wykonał w 1639 jedynie posąg św. Longina). Figura św. Weroniki z 1632 jest dziełem Francesca Mochiego, św. Andrzeja Apostoła wyrzeźbił Francois Duquesnoy w 1640, posąg św. Heleny (matki Konstantyna Wielkiego) z 1646 wykonał Andrea Bolgi.
Pod figurami św. Longina i św. Andrzeja znajdują się zejścia do Grot Watykańskich, w których znajdują się sarkofagi papieskie i kaplice.
Po prawej stronie ołtarza papieskiego znajduje się XIII-wieczny brązowy posąg Błogosławiącego św. Piotra, dzieło Arnolfo di Cambio.

#### Konfesja Świętego Piotra
Pod kopułą, znajduje się konfesja świętego Piotra. Znajduje się ok. 7,0 m nad grobem patrona bazyliki (według badań archeologicznych przeprowadzonych w latach 1939–1950) znajdującej się w specjalnej krypcie, do której wejście prowadzi przed ołtarzem. Sam ołtarz tzw. papieski stanowi prosta, pozbawiona dekoracji marmurowa mensa, na której usytuowany jest srebrny krzyż z parą trzech świec po bokach, co jest typowe dla potrydenckiej tradycji aranżacji ołtarza.
Konfesję zdobi wielki, wykonany z brązu barokowy baldachim zaprojektowany przez Berniniego na polecenie papieża Urbana VIII. Ostateczny całokształt baldachimu, powstał w 1633, po szeregu nieudanych prób realizacji ambitnego projektu artysty. Kontrowersje wzbudził fakt, iż brąz, który został zużyty do budowy baldachimu, pochodził z przetopionego na rozkaz Urbana VIII antycznego wystroju rzymskiego Panteonu, na co kanonik Carlo Castelli zareagował słowami Quod non fecerunt barbari, fecerunt Barberini (Czego nie uczynili barbarzyńcy, tego dokonali Barberini).
Cztery kolumny podtrzymujące baldachim o wysokości 28,0 m. mają korynckie głowice i spiralne trzony. Ponad masywnym belkowaniem cztery pełnoplastyczne figury aniołów. Ażurowe nakrycie wieńczy wielki pozłacany krzyż na globie. Baldachim nawiązuje do długiej rzymskiej tradycji cyboriów, tego typu założenie istniało również w bazylice konstantyńskiej. Wygląd dawnej konfesji obrazuje malowidło Giulia Romano ze sceną „Donacji cesarza Konstantyna” (Sala di Constantino w Pałacu Apostolskim w Watykanie). Dawną konfesję otaczała przegroda z kolumnami o korynckich głowicach i charakterystycznych spiralnych trzonach. Trzony te wedle tradycji są spoliami ze Świątyni Salomona w Jerozolimie. Stały się wzorem dla filarów zdobiących rozmaite dzieła rzymskiej architektury (m.in. krużganki przy bazylikach – św. Jana na Lateranie, czy św. Pawła za Murami), a także dla berniniowskiego baldachimu.

### Prezbiterium
Prostokątne, jednoprzęsłowe prezbiterium jest zamknięte półkolistą absydą, którego konchę wypełnia stiukowa dekoracja ornamentalna z XVIII w. dzieło Luigiego Vanvitellego i Giovanniego Battisty Mainiego. W trzech okrągłych polach znajdują się płaskorzeźby: pośrodku scena przekazania kluczy św. Piotrowi przez Jezusa (na wzór gobelinu Rafaela), po bokach męczeństwo św. Piotra (wg obrazu Guido Reniego) i męczeństwo św. Pawła wg srebrnego reliefu Algardiego.
Poniżej znajduje się majuskułowa inskrypcja o treści „O Pastor Ecclesiae, tu omnes Christi pascis agnos et oves” (Jako pasterz Kościoła, karmisz wszystkie baranki i owce Chrystusa).
W niszach bocznych ścian w dolnych strefach znajdują się XVIII-wieczne figury: proroka Eliasza, św. Dominika oraz św. Benedykta i św. Franciszka. W górnych strefach XIX wieczne figury świętych Franciszka Salezego, Franciszka Caraccioli oraz Franciszki Rzymianki i Alfonsa Marii Ligouriego.

#### Cathedra Petri
Cathedra Petri – wykonana z marmuru, brązu i stiuku kompozycja rzeźbiarsko-architektoniczna, w której wyeksponowano tron (katedrę), symbolizujący władzę papieża nad całym Kościołem. Wewnątrz siedziska umieszczono drewniany tron pochodzący z przełomu XII-XIII wieku (jak ustalono podczas badań wykonanych w 1974). Według tradycji miał to być jednak tron używany przez samego św. Piotra. Katedrę otaczają rzeźby przedstawiające Ojców Kościoła zarówno wschodniego i zachodniego: św. Ambrożego, św. Augustyna, oraz św. Atanazego i św. Jana Złotoustego. Powyżej, w owalnym oknie umieszczono witraż z gołębicą Ducha Świętego otoczonego promienistą glorią. Dzieło zostało wykonane w 1665 przez Berniniego i jego współpracowników.
Tron flankują dwa monumentalne nagrobki papieży Pawła III (Guglielmo Della Porta) i Urbana VIII (Bernini).

## Galeria

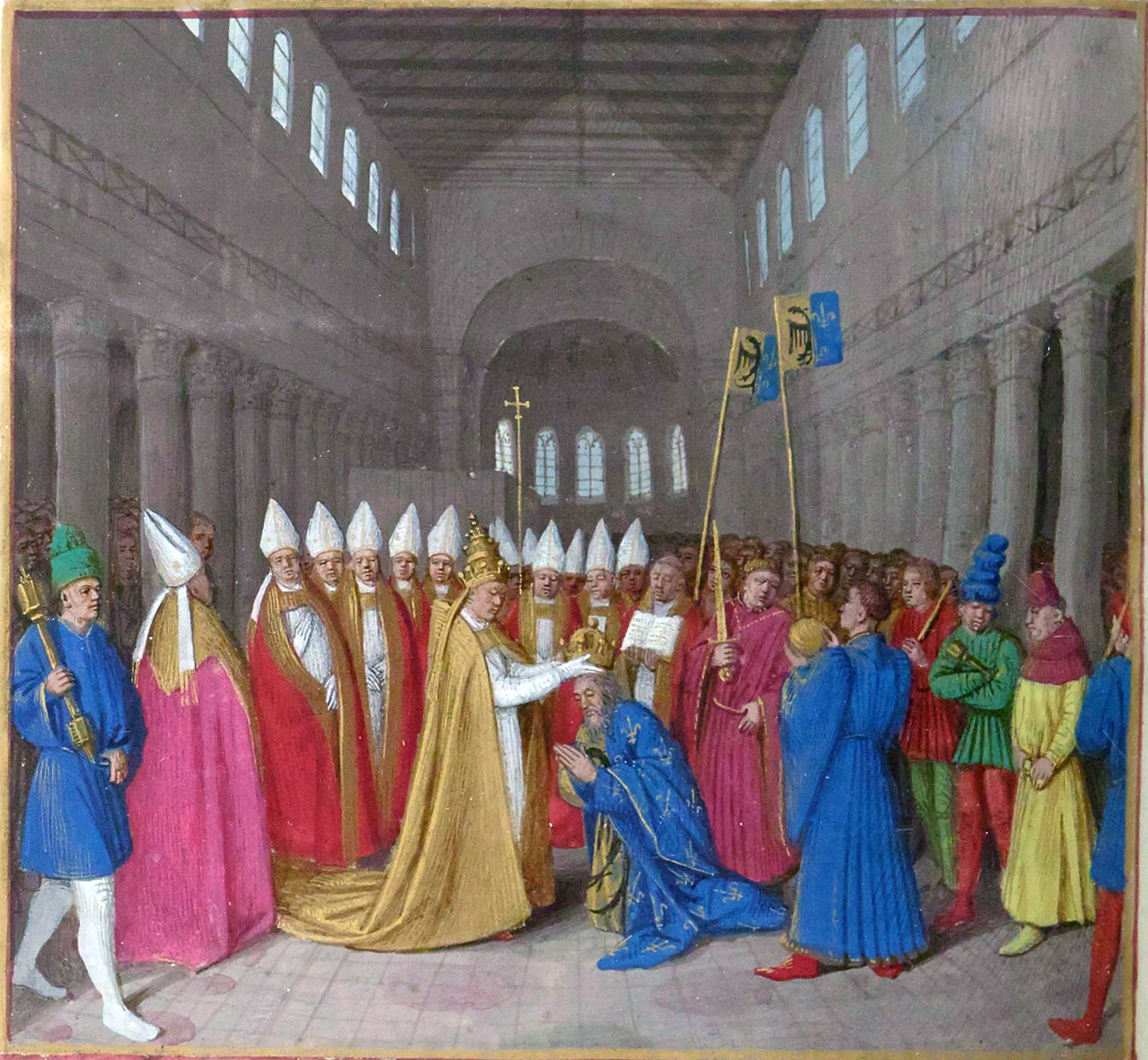
Koronacja cesarza Karola Wielkiego, według Grandes Chroniques de France Jeana Foqueta, 1415-142, Paryż, BnF
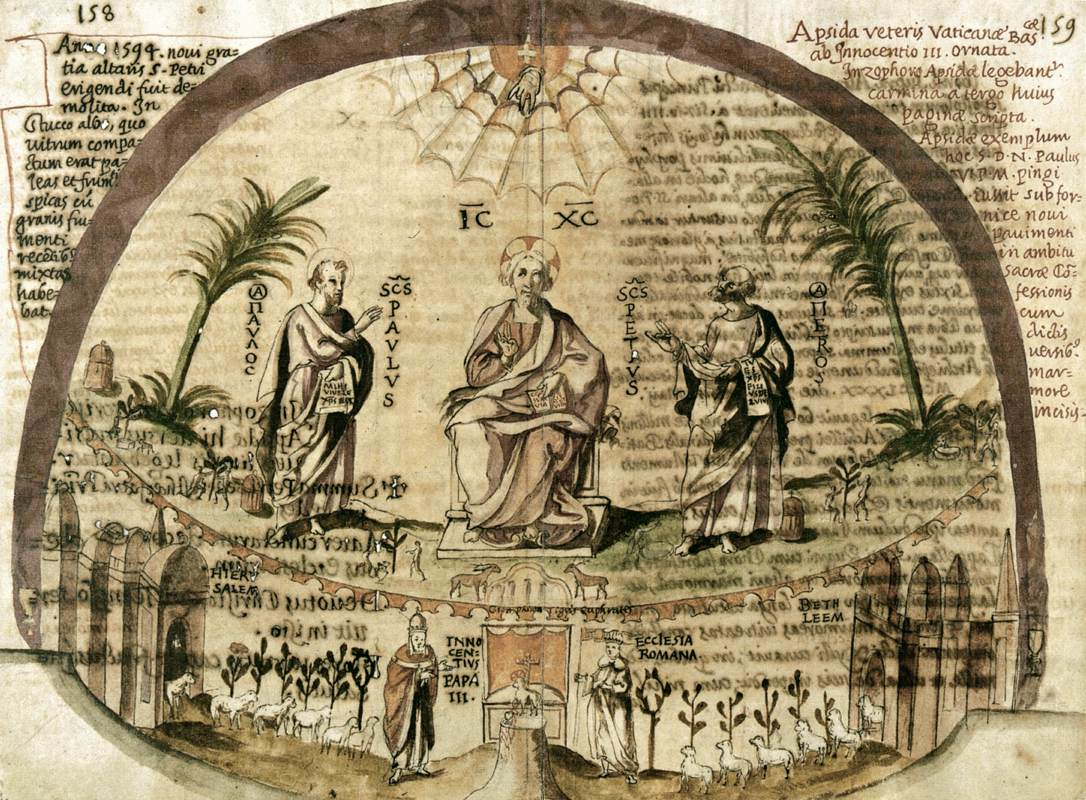
Ilustracja ukazująca konchę absydy dawnej bazyliki konstantyńskiej, według akwareli Giacoma Grimaldiego. Około 1500, Rzym, Biblioteca Apostolica Vaticana
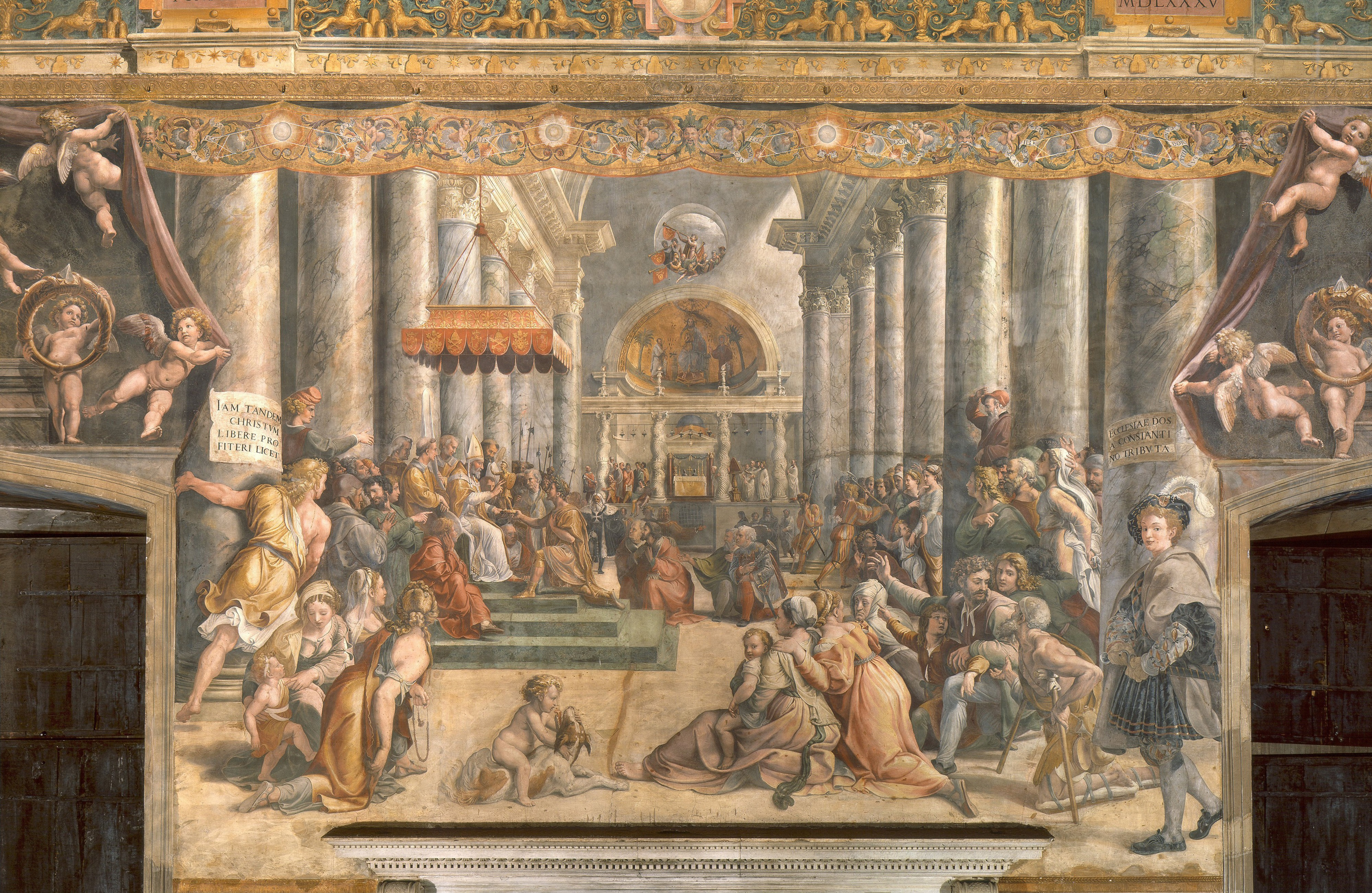
Wnętrze bazyliki konstantyńskiej w stronę konfesji świętego Piotra, według obrazu warsztatu Rafaela Santiego, 1520-1524, Rzym, Muzea Watykańskie
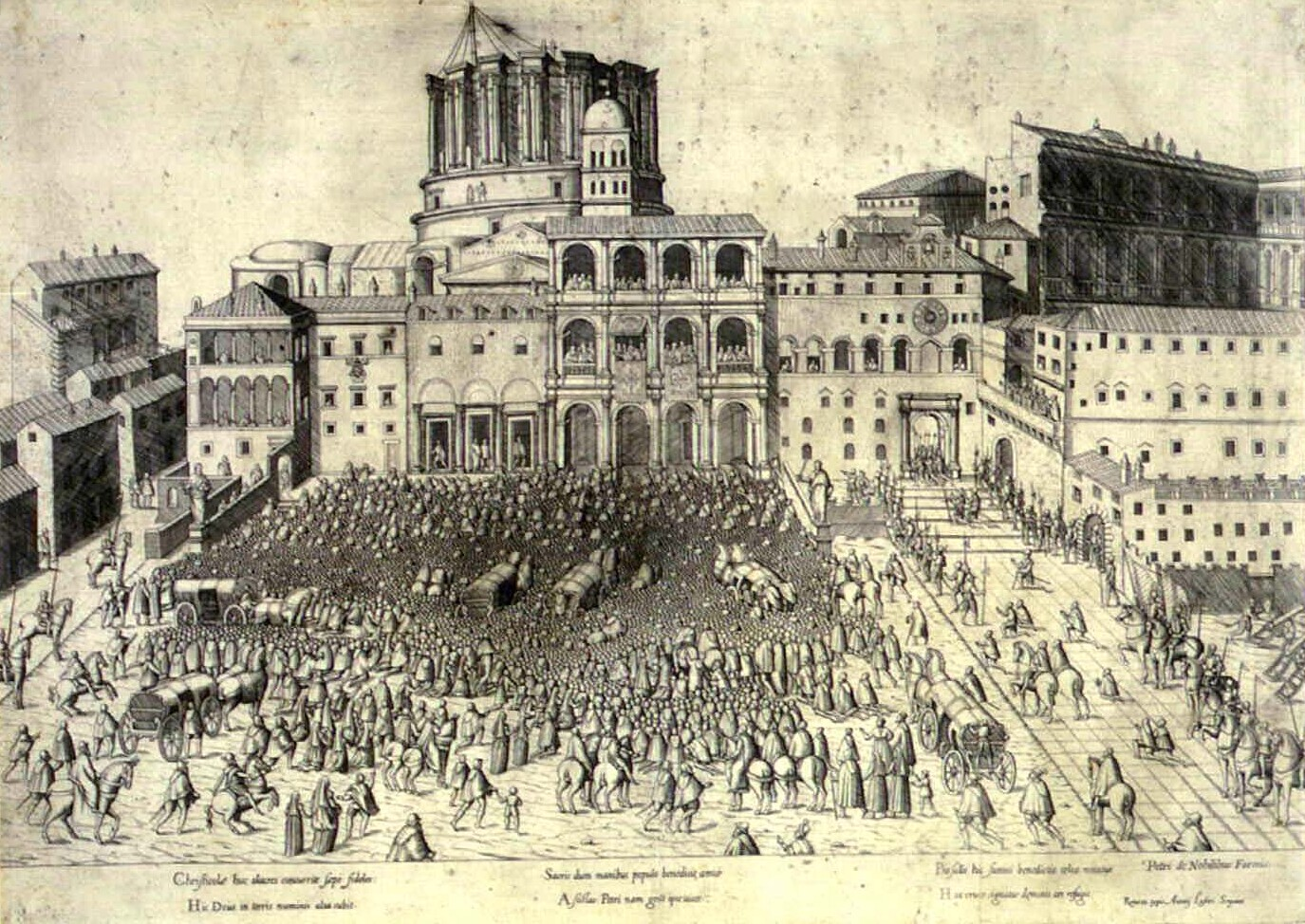
Widok na budowę nowej bazyliki, według miedziorytu z około 1600

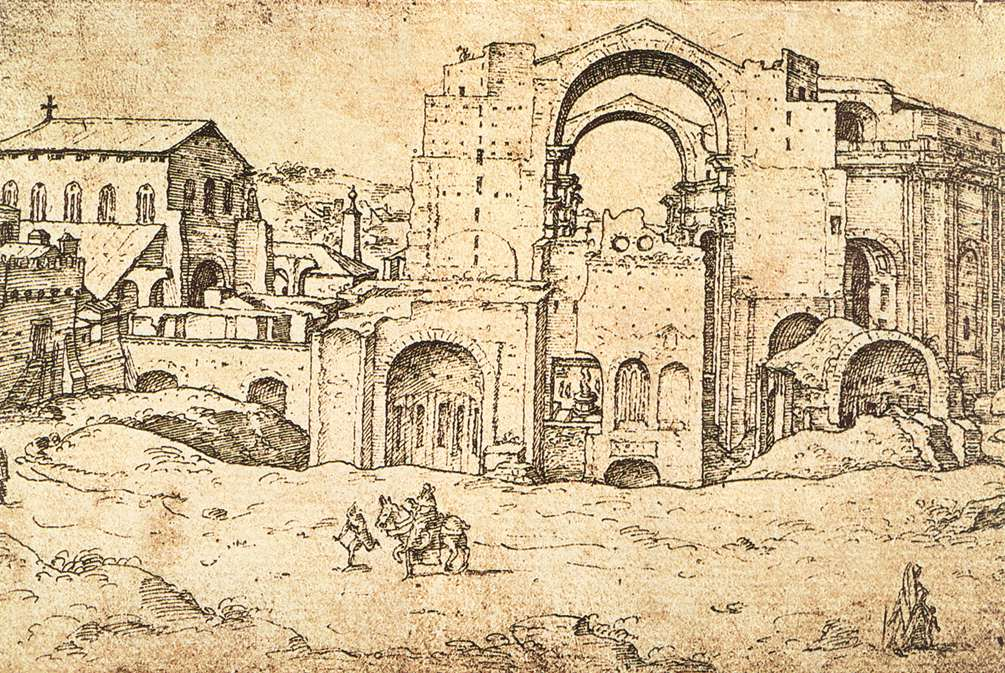
Marten van Heemskerk, Budowa bazyliki św. Piotra. Po lewej fragmenty dawnej bazyliki konstantyńskiej oraz kaplica Sykstyńska.
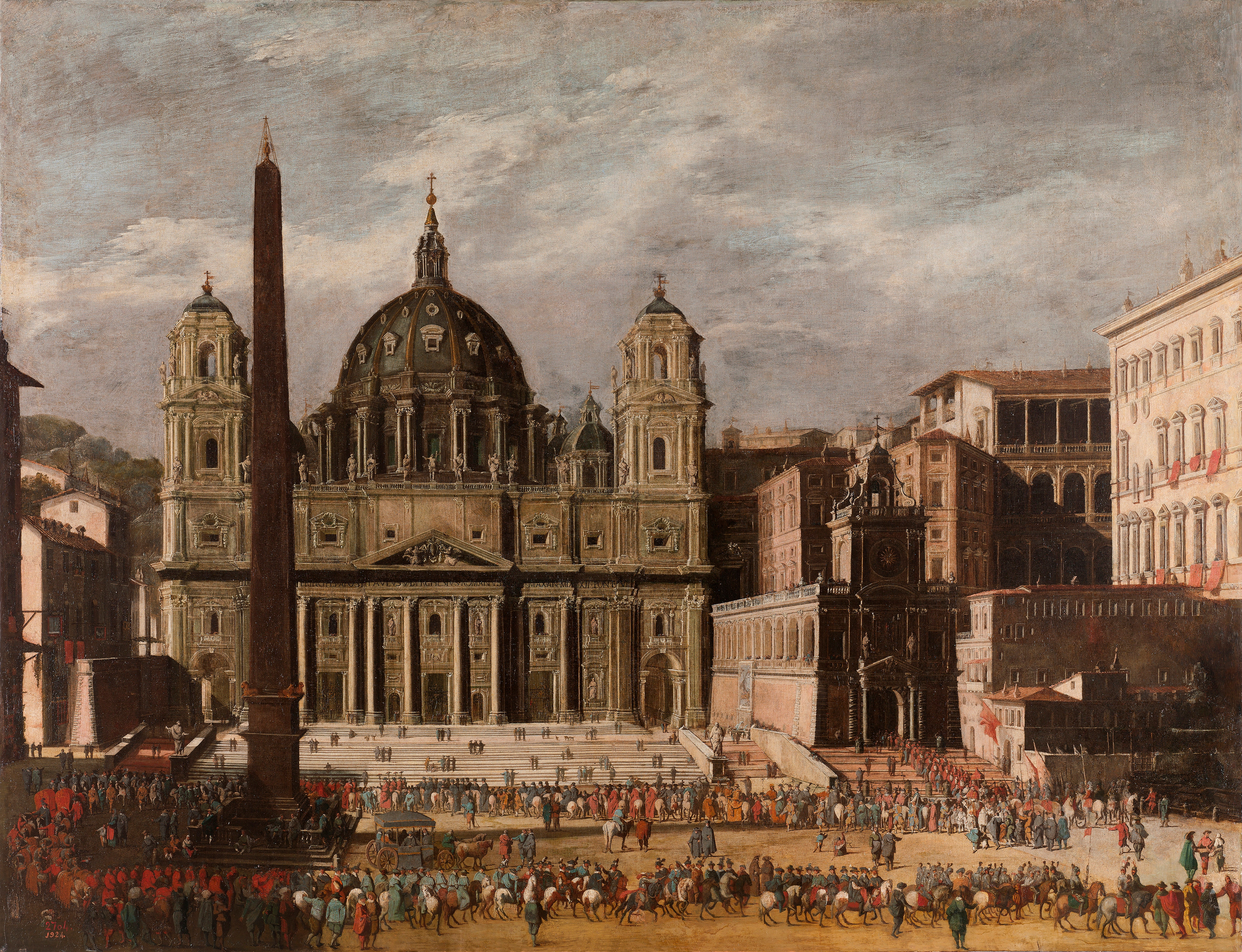
Viviano Codazzi, wizualizacja projektowanej dwuwieżowej fasady barokowej, ok. 1630, Madryt, Prado
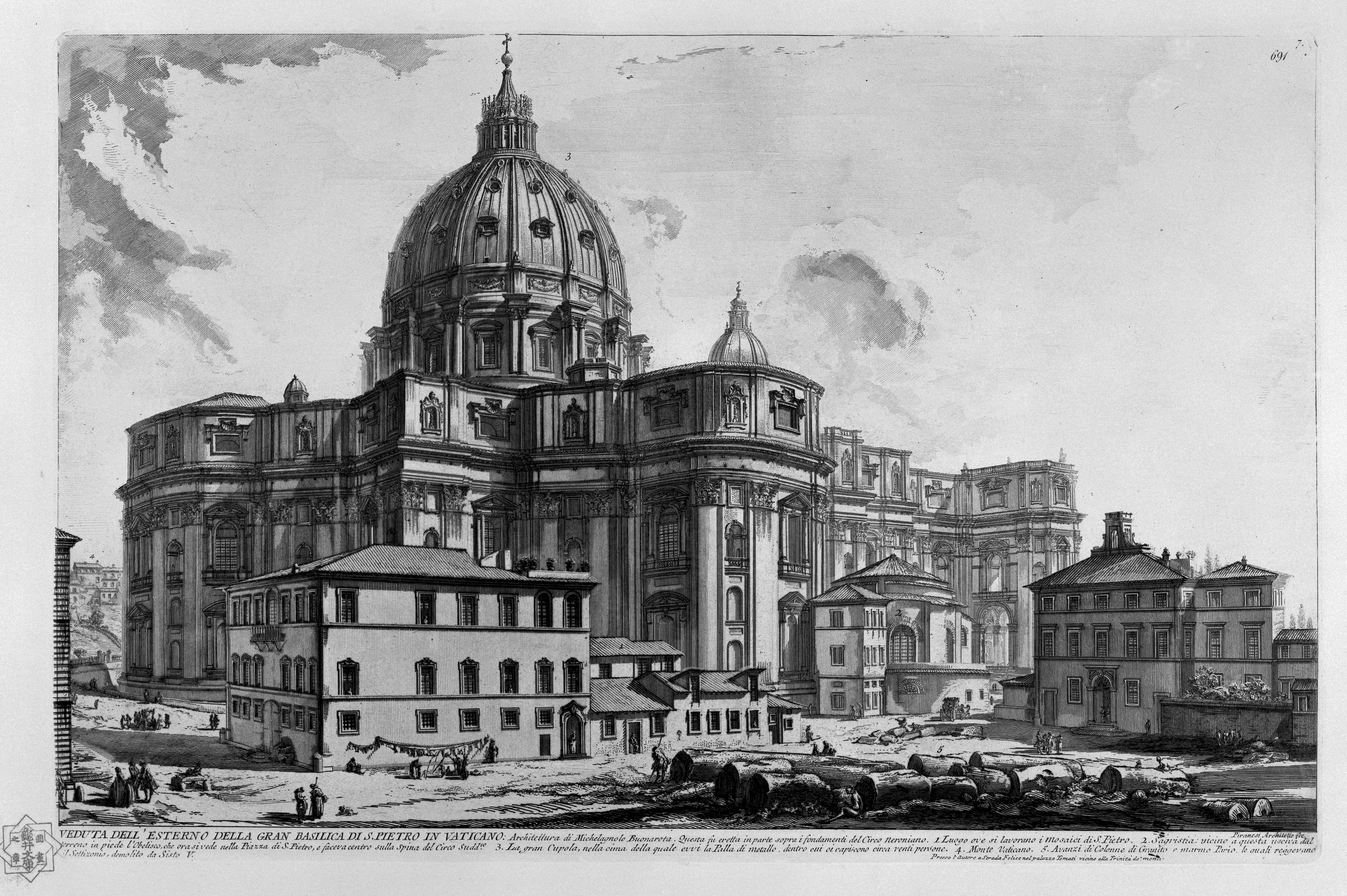
Giovanni Battista Piranesi, Widok na bazylikę Świętego Piotra, akwaforta, 1748-1774
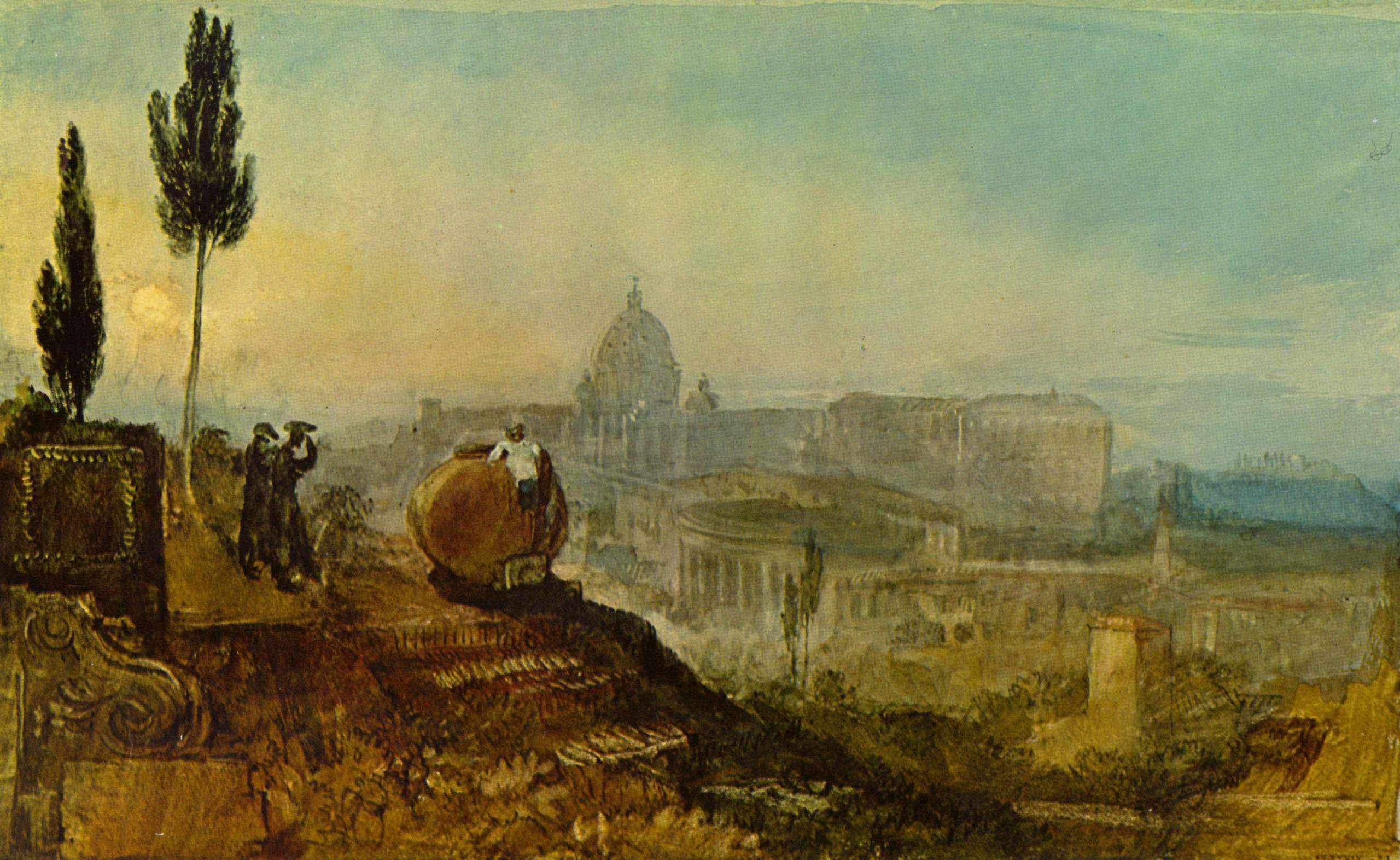
Joseph Mallord William Turner, Widok na Watykan, 1819, Londyn, British Museum

Elewacja frontowa bazyliki Carla Maderny
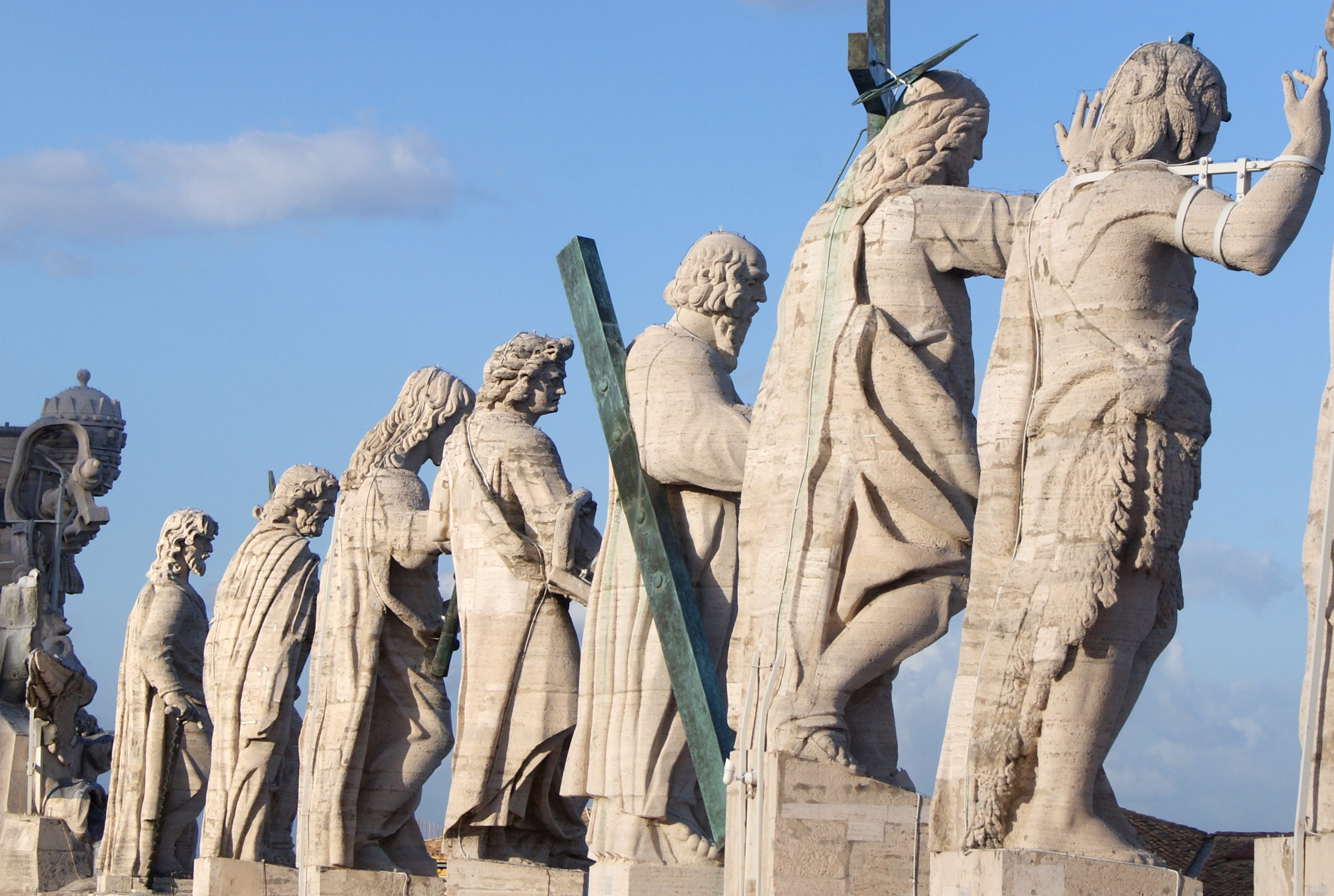
Figury Chrystusa i Apostołów wieńczące fasadę (Siméon Drouin)
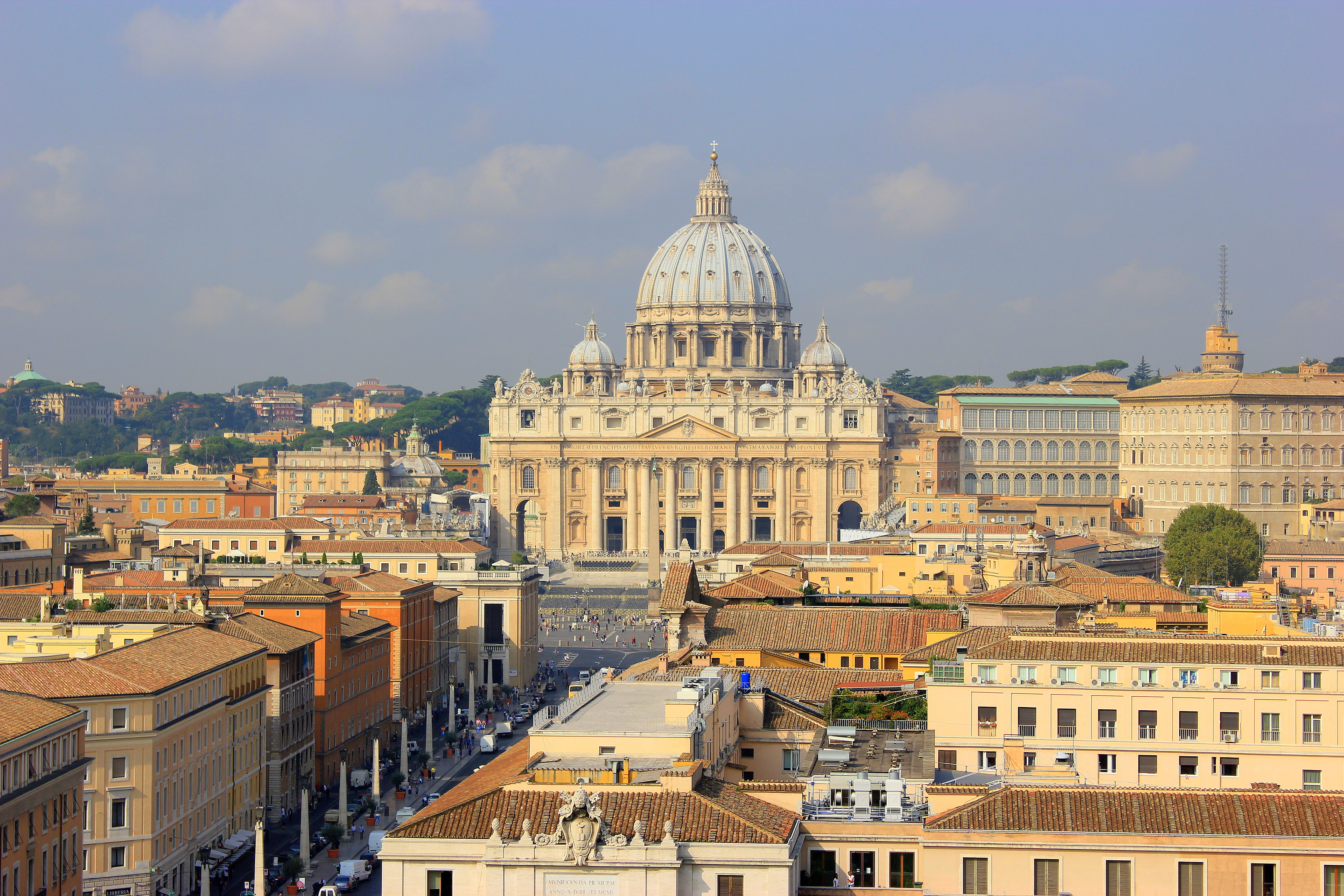
Widok na Watykan z Zamku świętego Anioła
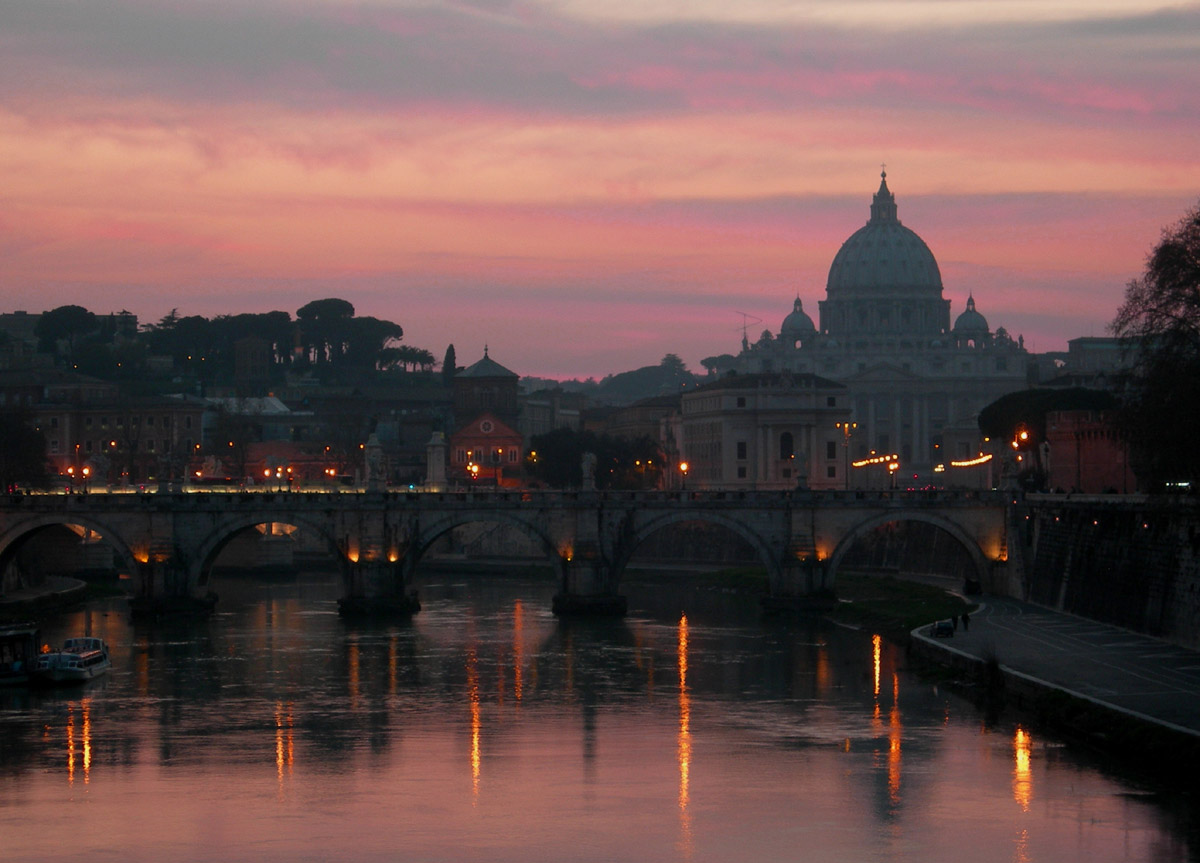
Bazylika o zmroku, widziana od strony Tybru

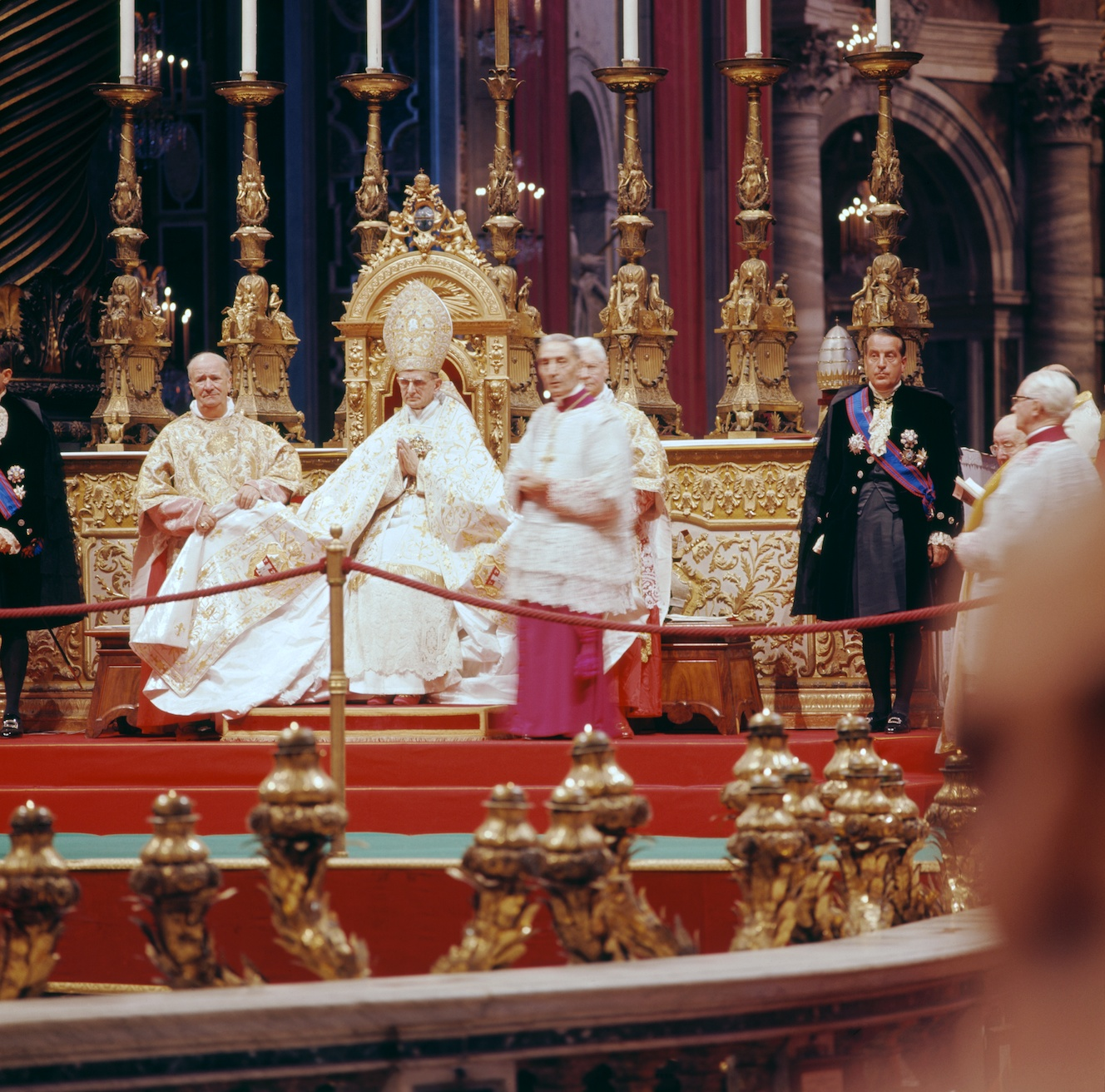
Paweł VI podczas soboru watykańskiego II
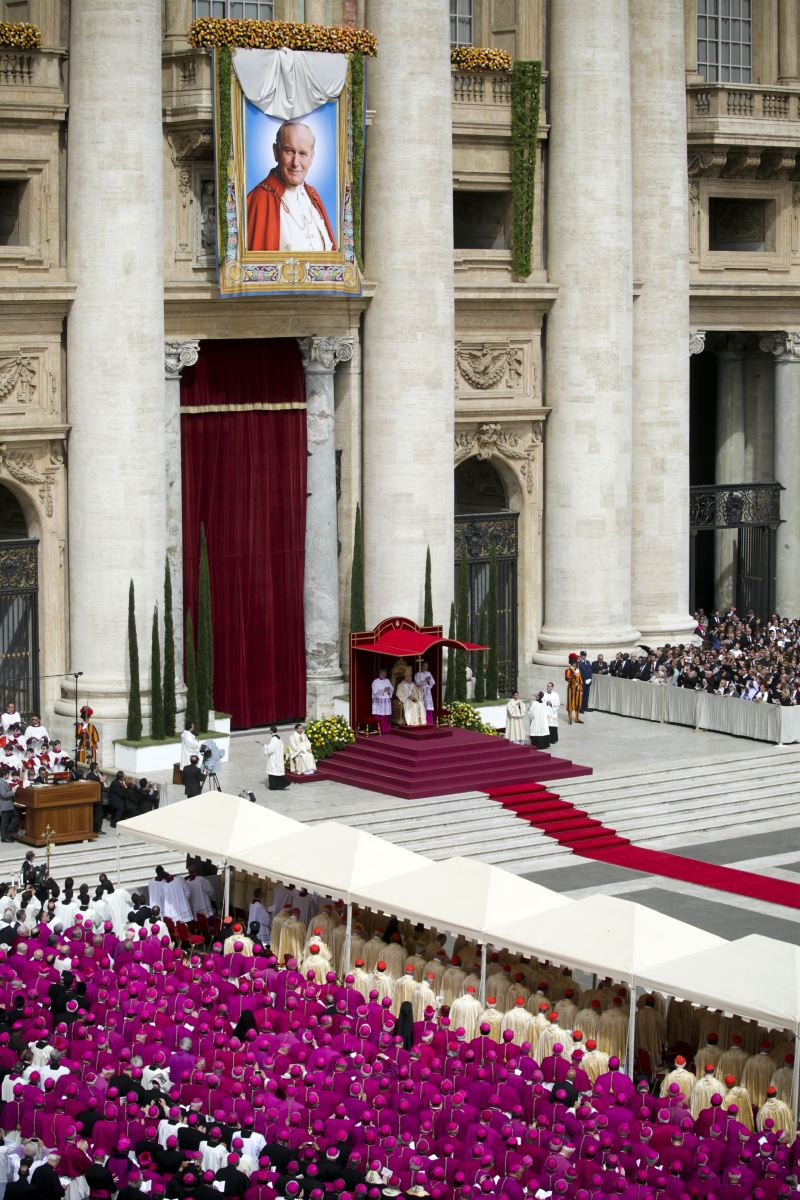
Beatyfikacja Jana Pawła II
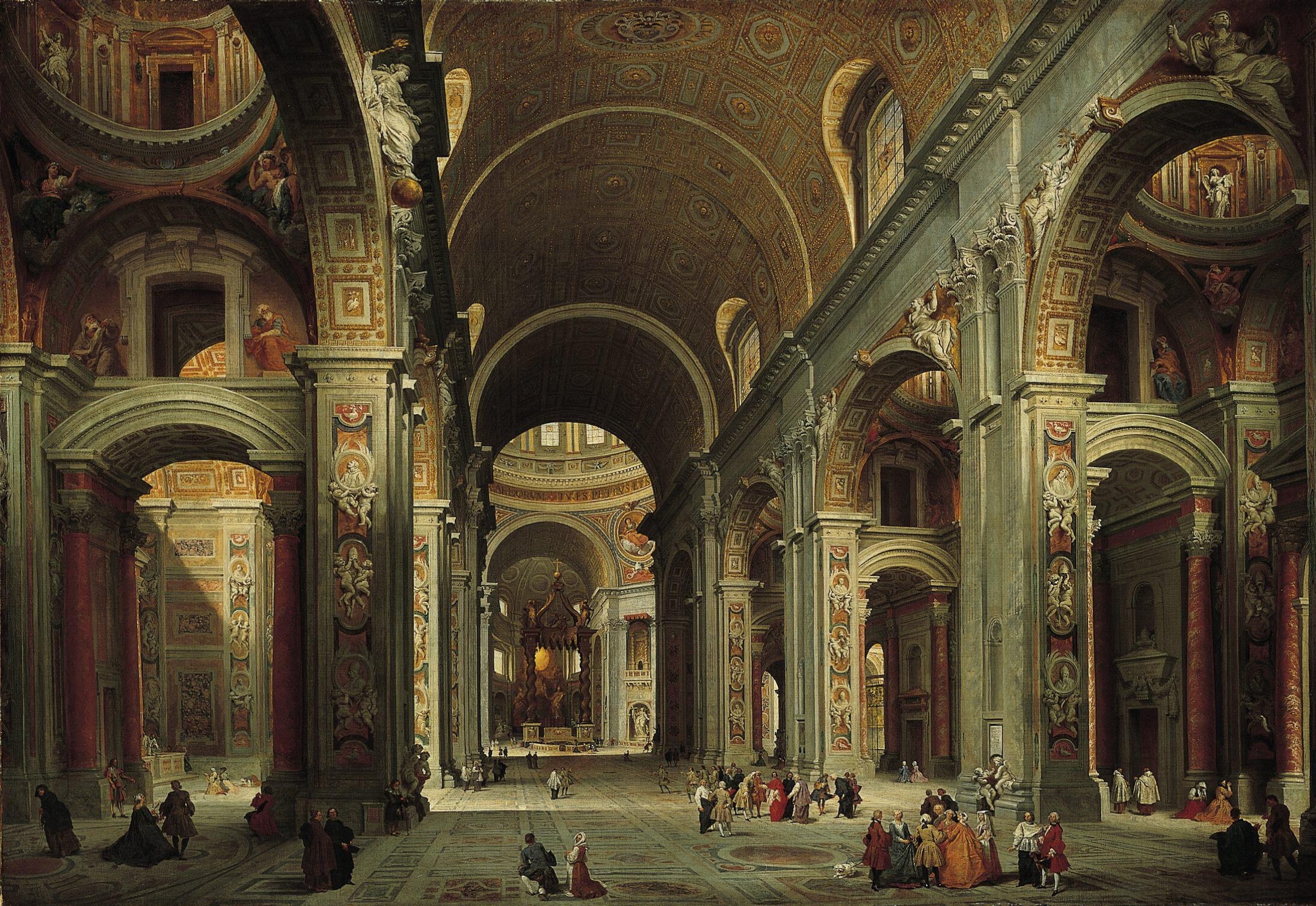
Giovanni Paolo Pannini, Widok wnętrza bazyliki Świętego Piotra, 1750, Sankt Petersburg, Ermitaż
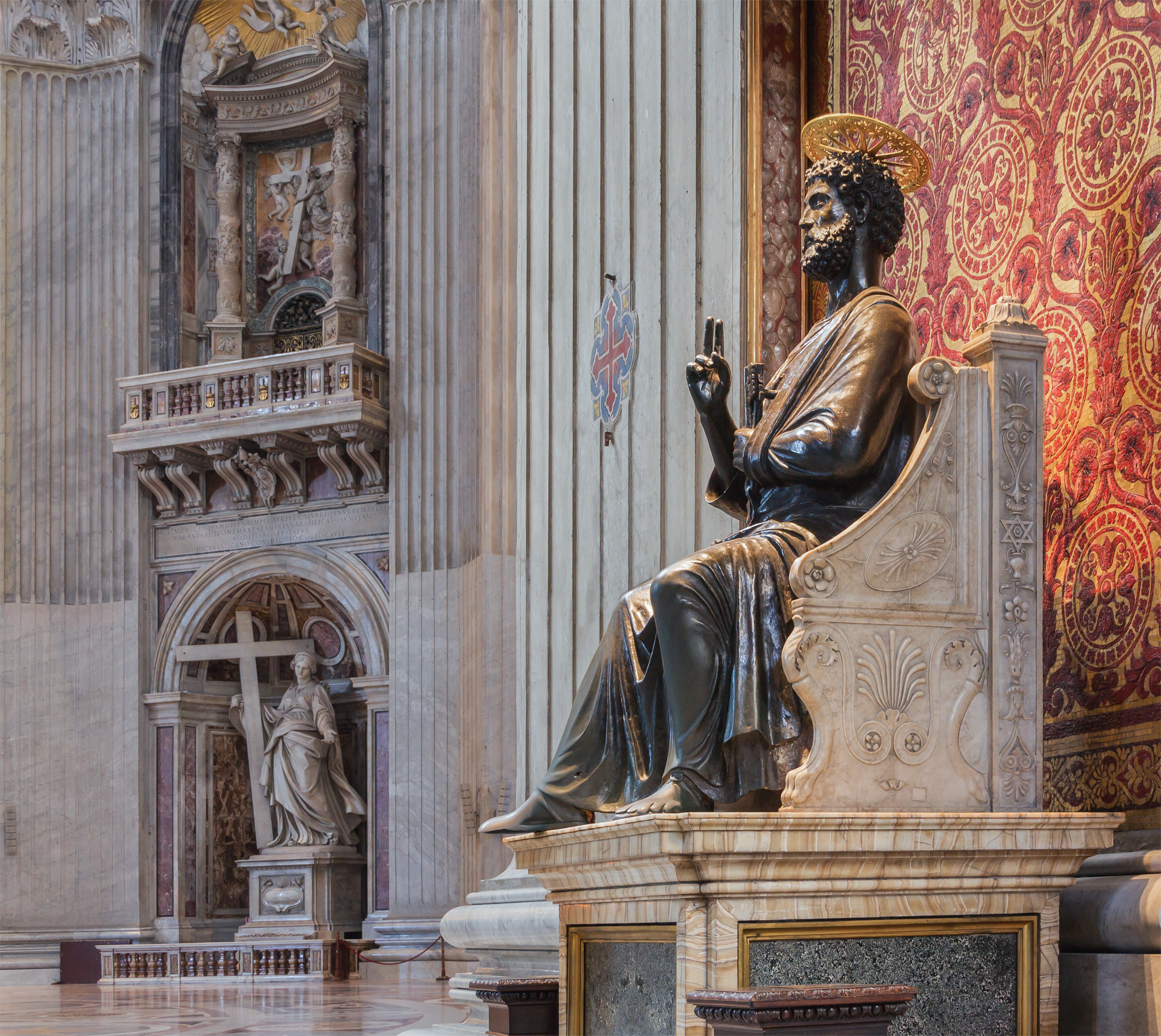
Fragment wnętrza bazyliki. Na pierwszym planie figura Tronującego św. Piotra (Arnolfo di Cambio), w głębi figura św. Heleny (Andrea Bolgi)

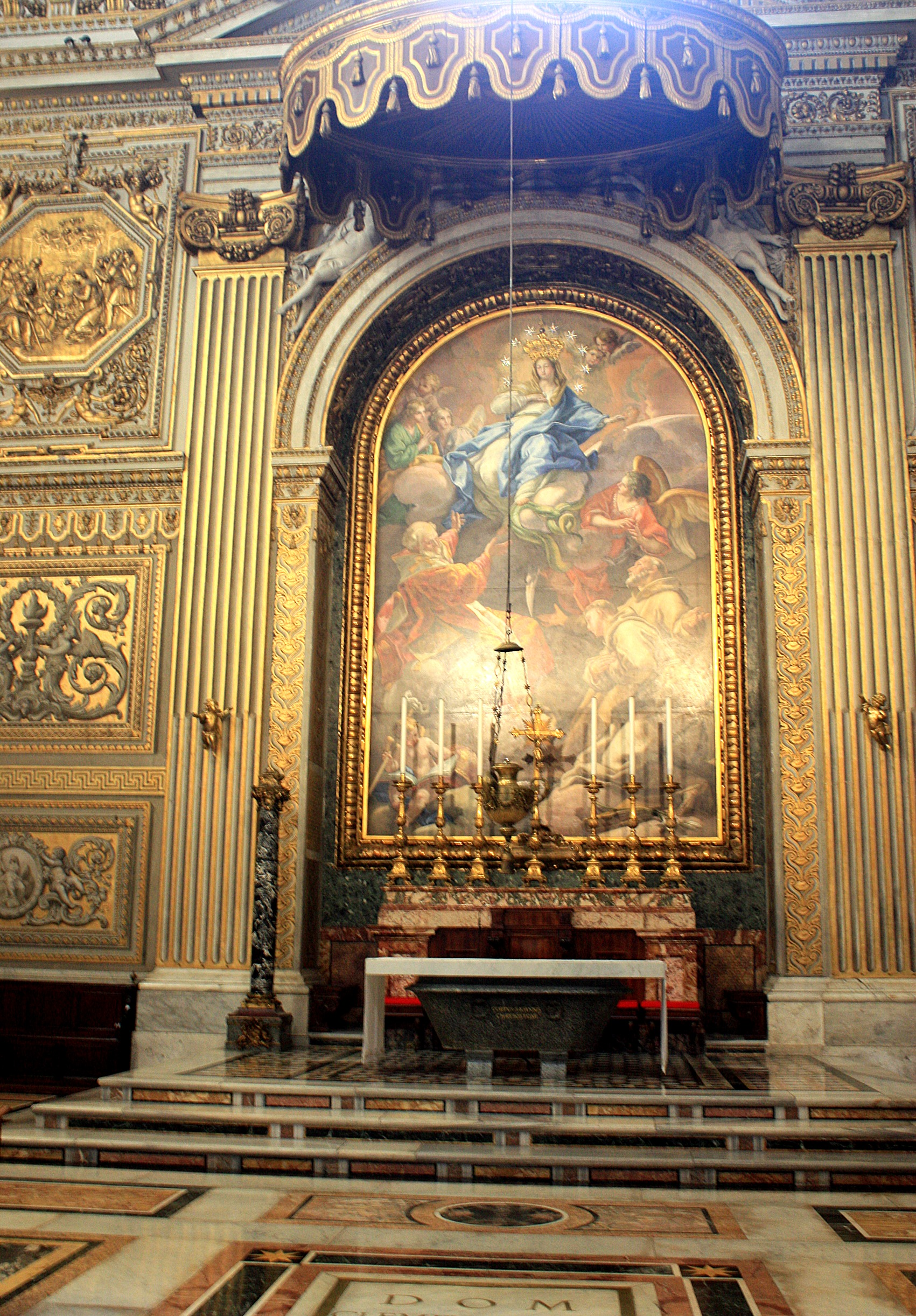
Ołtarz Niepokalanego Poczęcia NMP
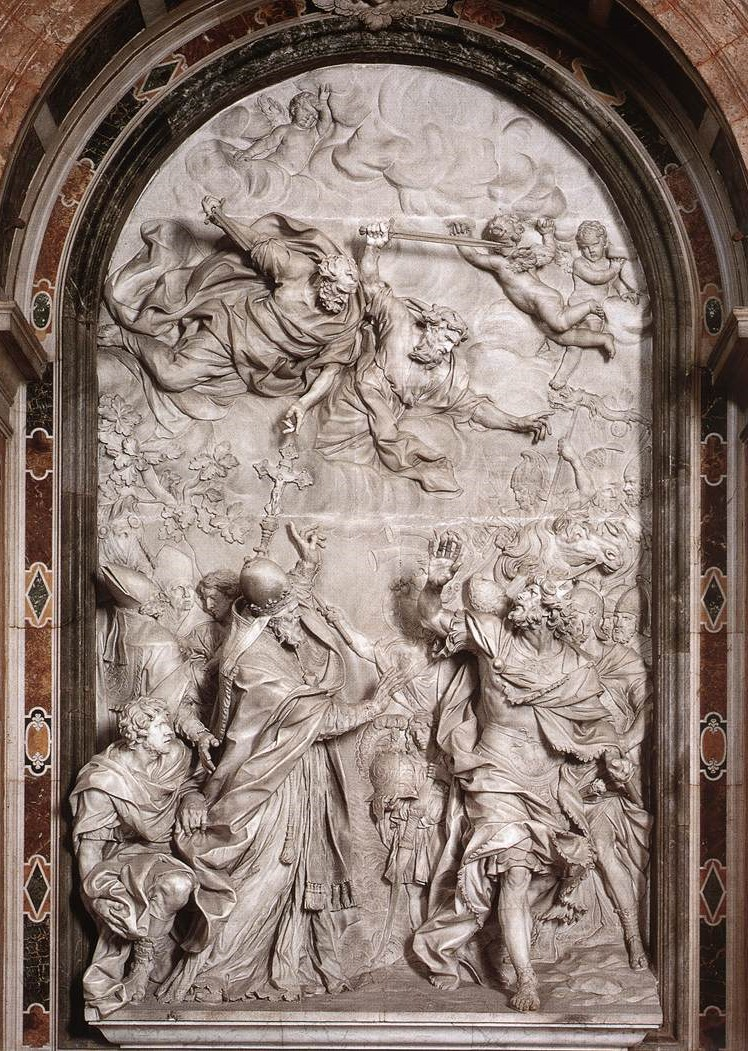
Alessandro Algardi, Spotkanie Leona I z Attylą. Fragment ołtarza świętego Leona, 1645-1653.
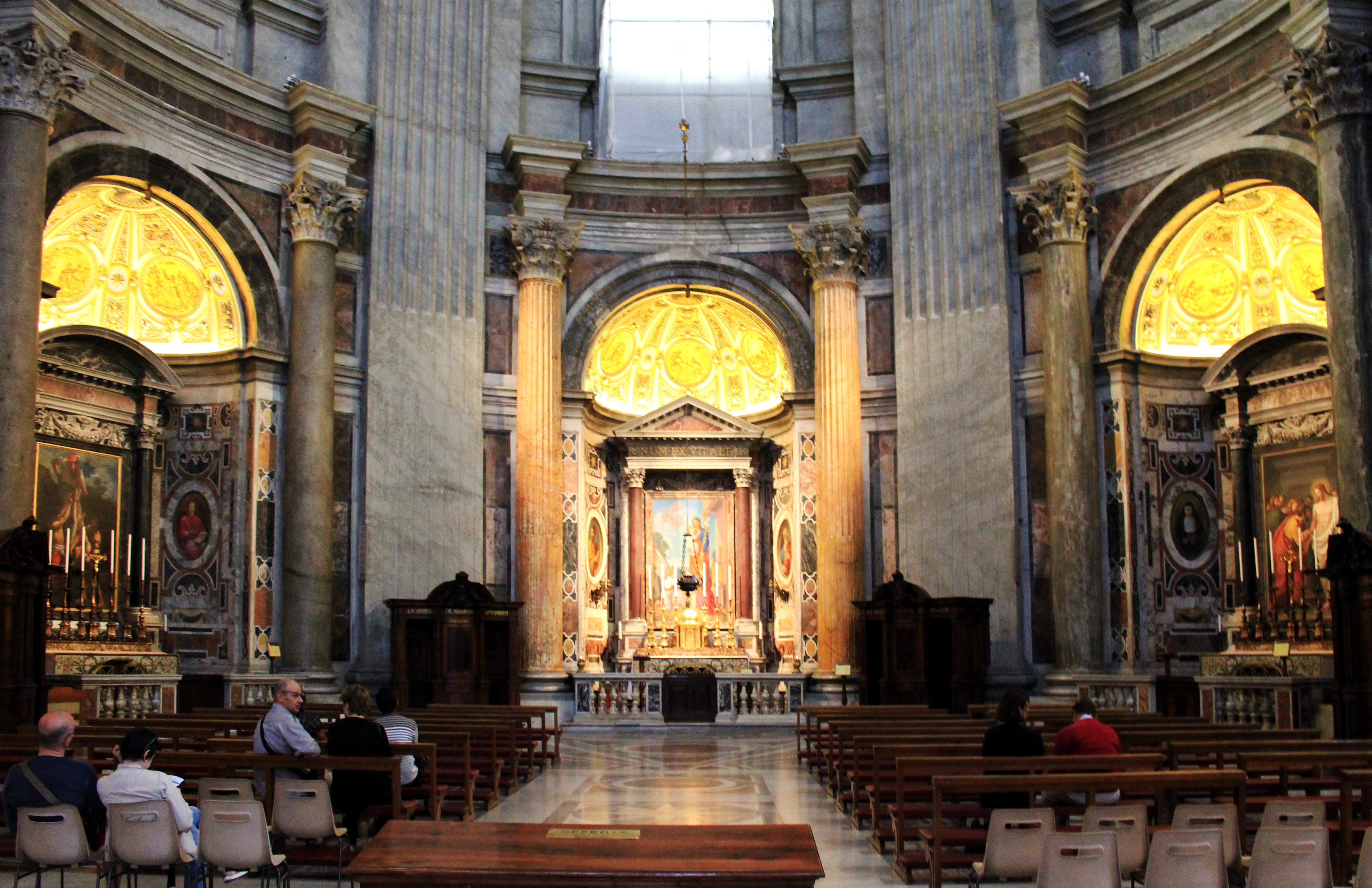
Ołtarze Ukrzyżowania św. Piotra, świętego Józefa i świętego Tomasza
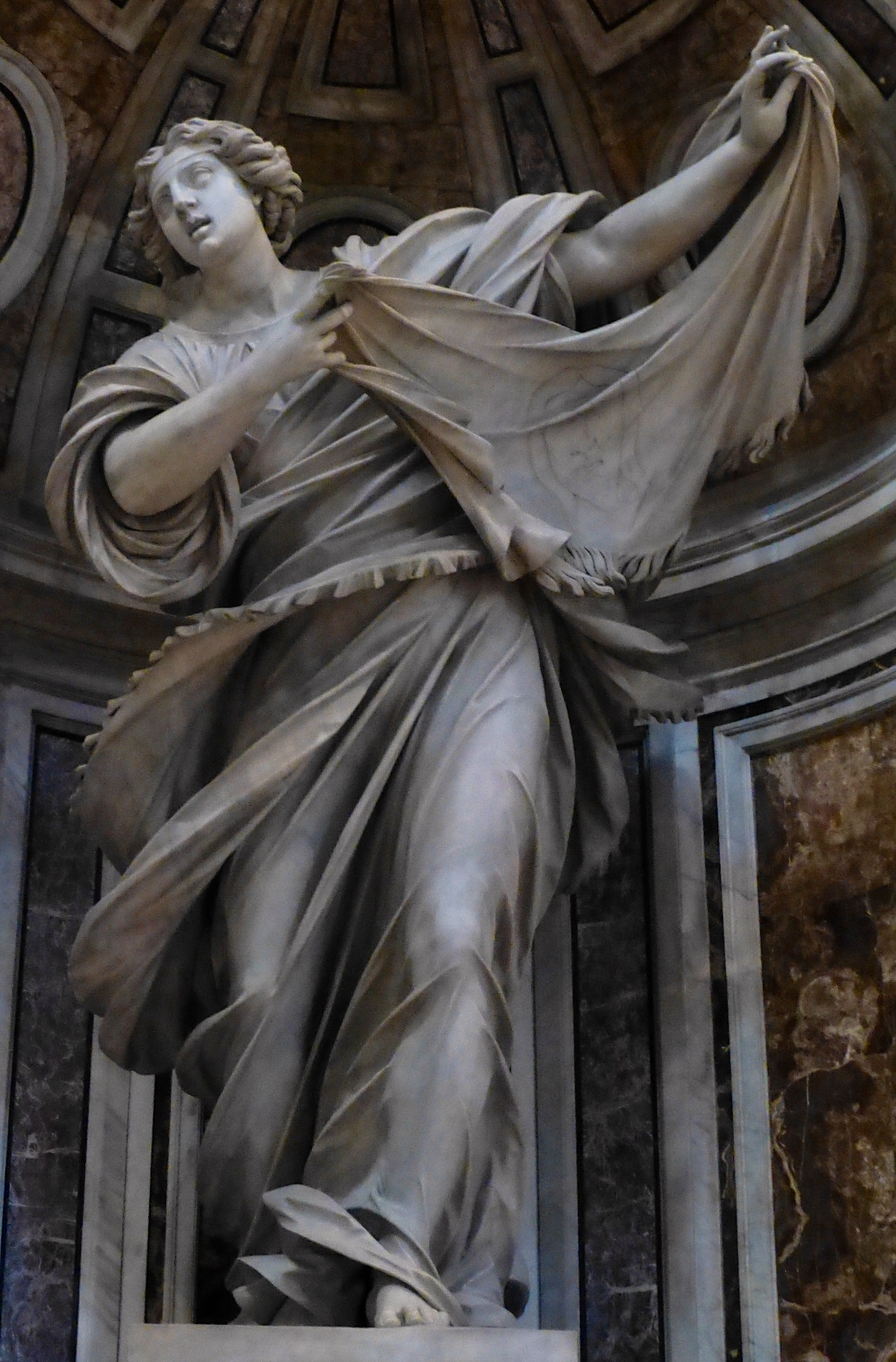
Figura świętej Weroniki (Francesco Mochi)

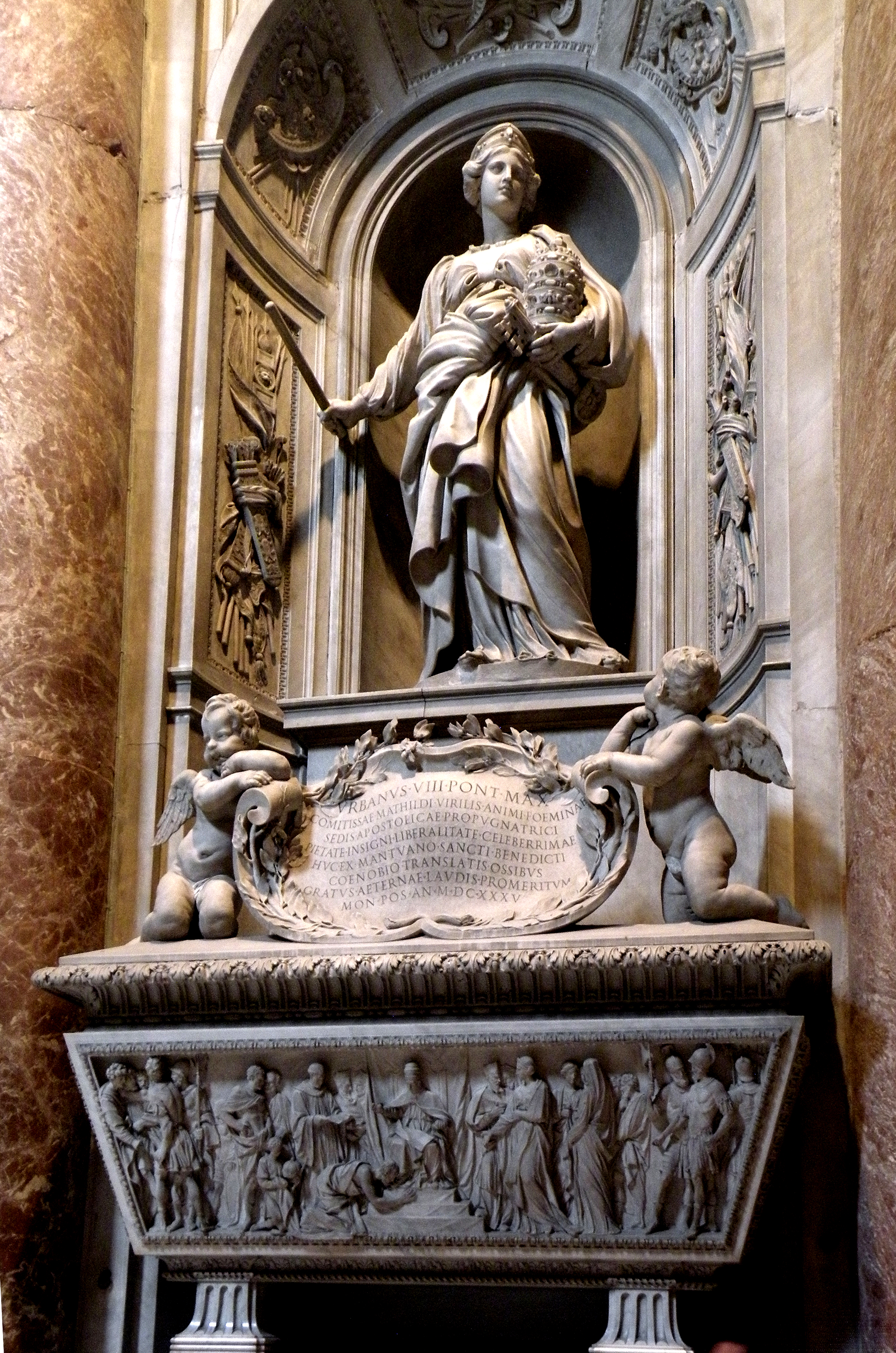
Giovanni Lorenzo Bernini z warsztatem, Pomnik Matyldy z Canossy, 1633-1637
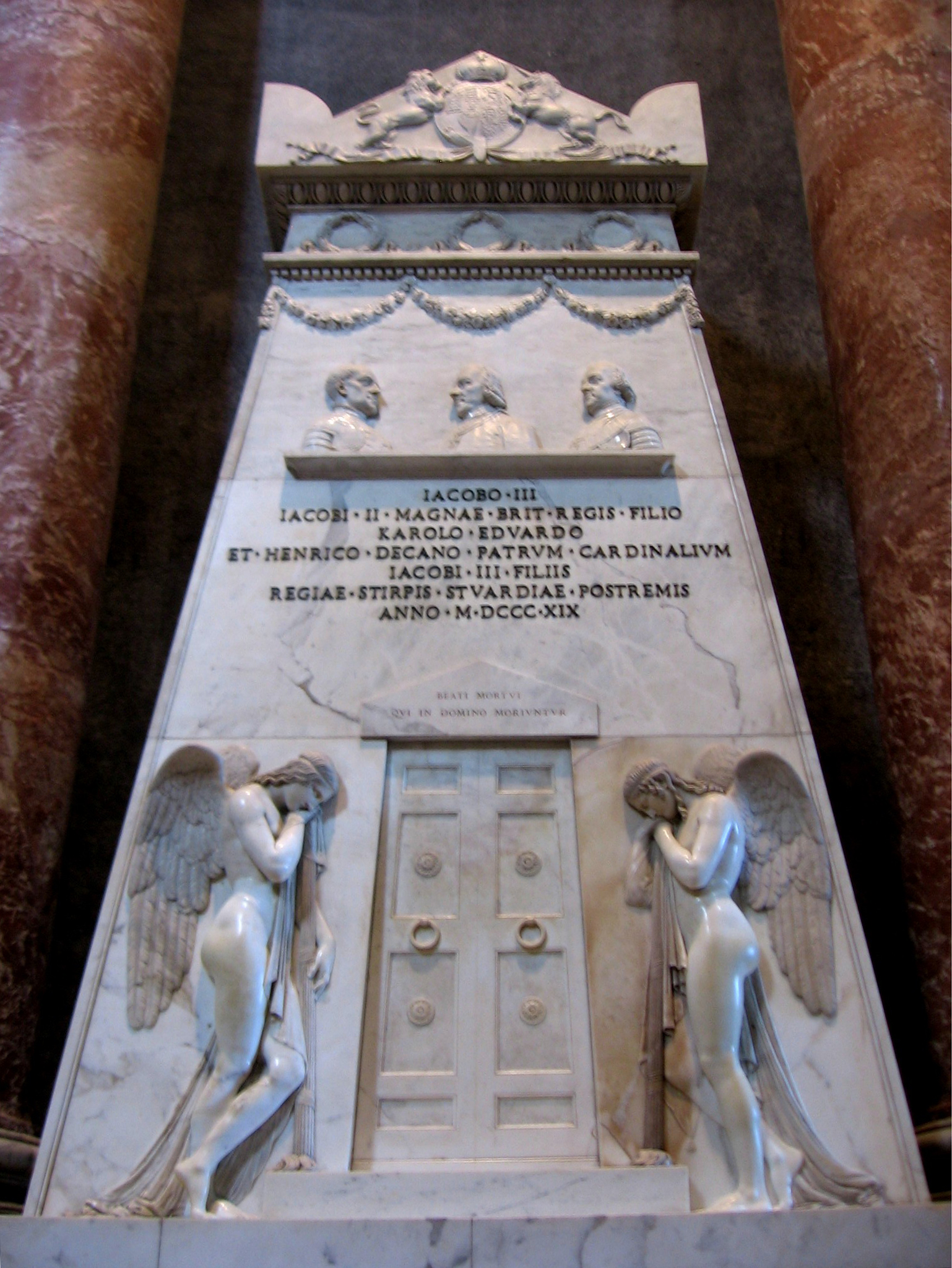
Antonio Canova, nagrobek Stuartów
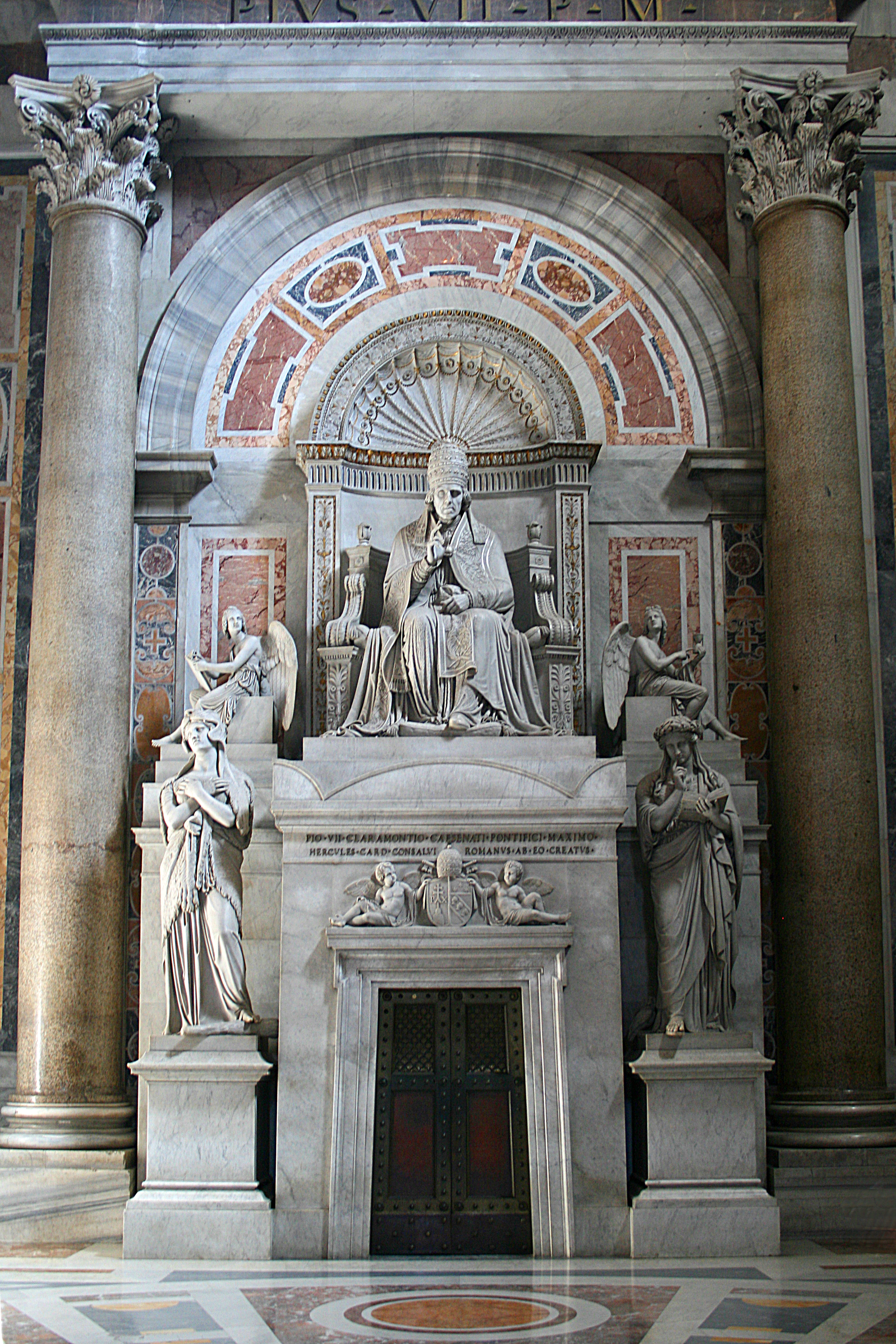
Bertel Thorvaldsen, pomnik papieża Piusa VII
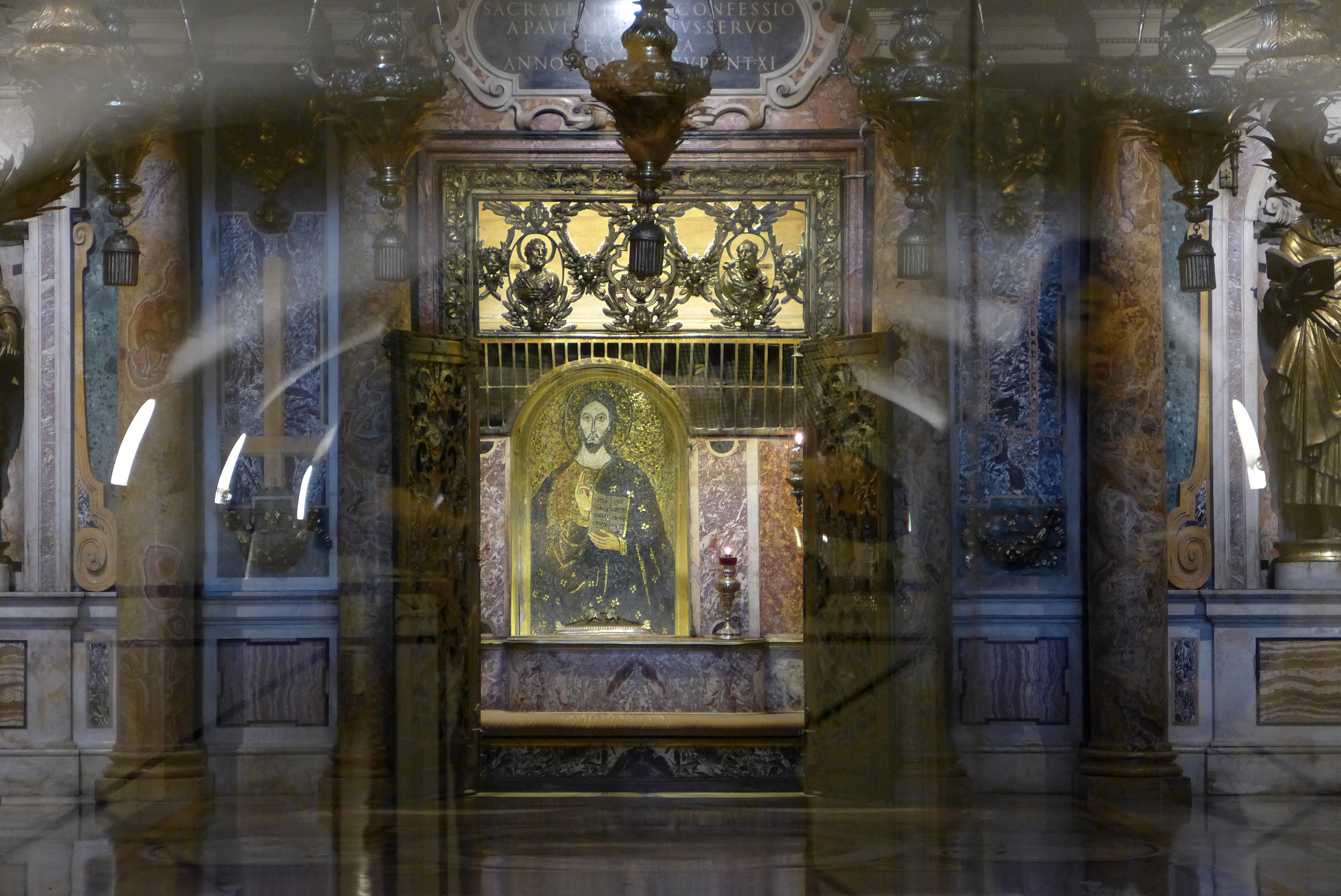
Grób świętego Piotra

## Archiprezbiterzy bazyliki watykańskiej
| - Jan (1053) - Deusdedit (1092) - Azzo (1103-1104) - Jan (1119) - Hugo (1126) - Rustico de Rustici (1128-1131?) - Griffone (1138-1139) - Piotr (ok. 1140?-1144) - Bernard (ok. 1145?-1176) - Giovanni da Sutri (1178-1180) - Ugo (przed 1200-1206?) - Gregorio Crescenzi (1206?-1208?) - Guido Pierleone (1208?-1228) - Stefano Conti (1229-1254) - Riccardo Annibaldi (1254-1276) - Giovanni Gaetano Orsini (później papież Mikołaj III) (1276-1277) - Matteo Orsini Rosso (1278-1305) - Napoleone Orsini Frangipani (1305-1342) - Annibaldo di Ceccano (1342-1350) - Guillaume de la Jugié (1352-1366) - Rinaldo Orsini (1366-1374) - Hugues de Saint-Martial (1374-1378) - Philippe d’Alençon (ok. 1379-1397) - Cristoforo Maroni (1397-1404) - Angelo Acciaioli (1404-1408) - Antonio Calvi (1408-1411) - Pedro Fernández de Frías (1411-1420) - Antonio Correr (1420-1429) - Lucido Conti (1429-1434) - Giordano Orsini (1434-1438) - Giuliano Cesarini (1438-1444) - Pietro Barbo (później papież Paweł II) (1445-1464) - Richard Olivier (1464-1470) - Giovanni Battista Zeno(1470-1501) | - Juan López (1501) - Ippolito d’Este (1501-1520) - Franciotto Orsini (1520-1530) - Francesco Cornaro (1530-1543) - Alessandro Farense (1543-1589) - Giovanni Evangelista Palotta (1589-1620) - Scipione Caffarelli-Borghese (1620-1633) - Francesco Barberini (1633-1667) - Orazio Giustiniani, proarchiprezbiter (1646–1648) - Carlo Barberini(1667-1704) - Francesco Nerli (1704-1708) - (1708-1712 wakat) - Annibale Albani (1712-1751) - Henryk Benedykt Stuart (1751-1807) - Romoaldo Braschi-Onesti (1807-1817) - Alessandro Mattei (1817-1820) - Pietro Francesco Galleffi (1820-1837) - Giacomo Giustiniani (1837-1843) - Mario Mattei (1843-1870) - Niccola Clarelli Paracciani (1870-1872) - Edoardo Borromeo (1872-1881) - Edward Henry Howard (1881-1892) - Francesco Ricci Paracciani (1892–1894) - Mariano Rampolla del Tindaro (1894-1913) - Rafael Merry del Val y Zulueta (1914-1930) - Eugenio Pacelli (później papież Pius XII) (1930–1939) - Federico Tedeschini (1939-1959) - Domenico Tardini (1959-1961) - Paolo Marella (1961-1983) - Aurelio Sabattani (1983-1991) - Virgilio Noè (1991–2002) - Francesco Marchisano (2002–2006) - Angelo Comastri (2006–2021) - Mauro Gambetti, OFMConv (2021–) |